# 성묘교회

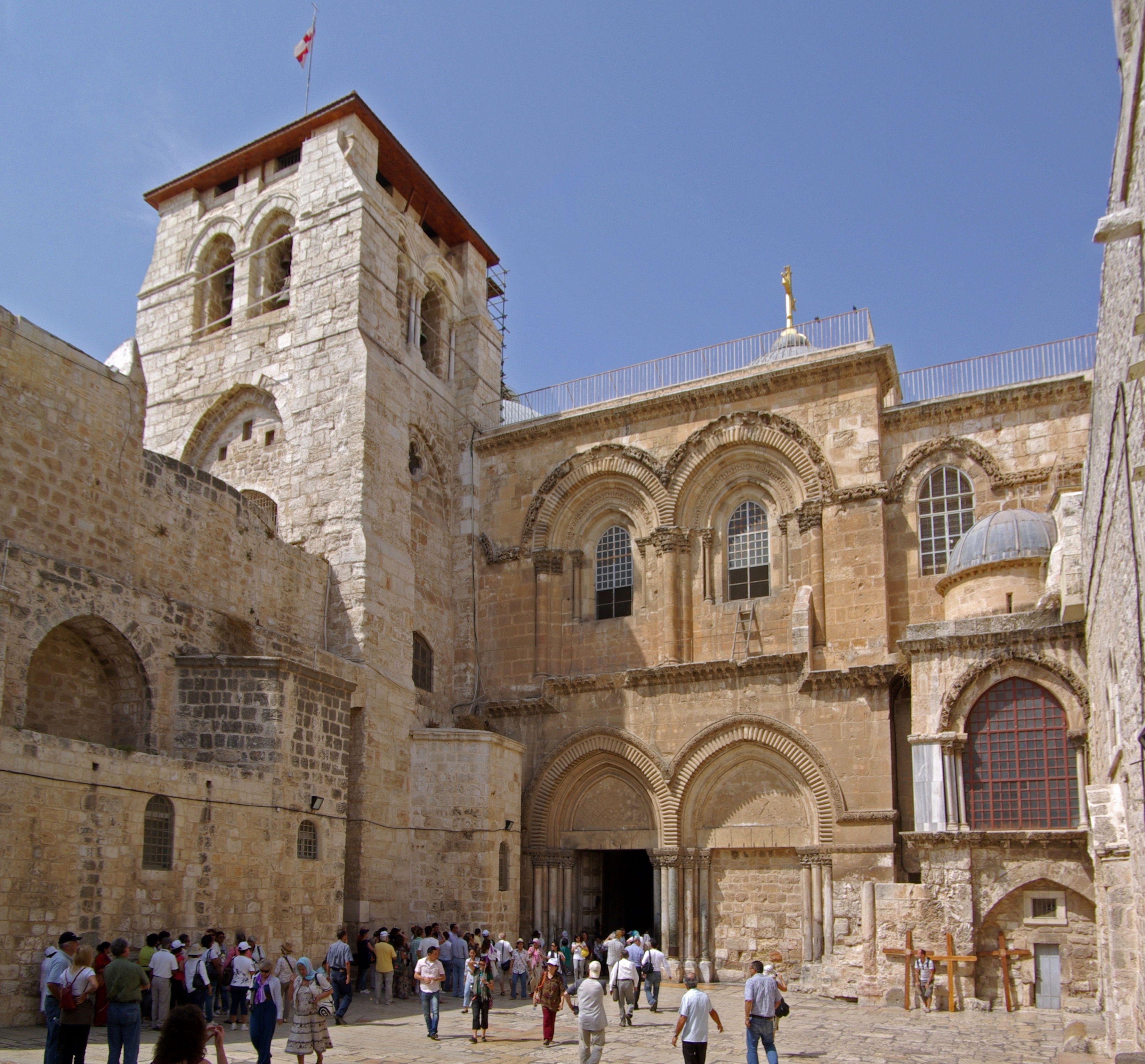
거룩한 무덤 교회의 주요 출입구

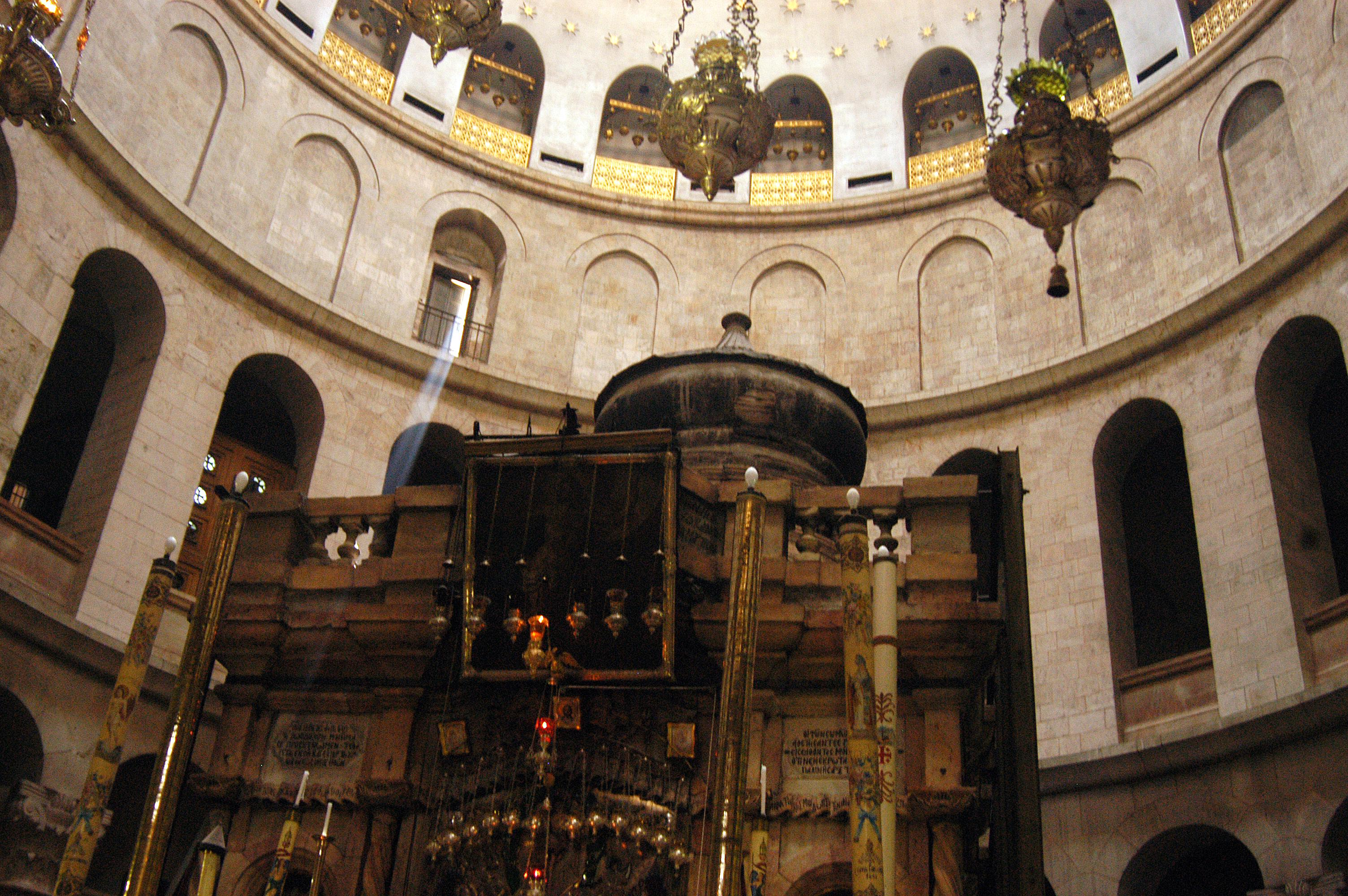
거룩한 무덤 교회의 에디큘 (그리스도의 무덤), 위에 로툰다의 돔이 보인다.

성묘교회(라틴어: ecclesia Sancti Sepulchri, 히브리어: כנסיית הקבר הקדוש) 또는 거룩한 무덤 성당은 성벽으로 둘러싸인 예루살렘 구시가에 위치한 기독교 성당이다. 동방 교회에서는 주님 부활 기념 성당(그리스어: Ναός της Αναστάσεως, 아랍어: كنيسة القيامة)이라고 부른다. 이곳은 뮤리스탄과 거리상으로 가깝다.
이곳 유적지는 신약성경에 나오는 예수 그리스도가 십자가에 못박히고 그 시신이 묻혔던 곳, 즉 무덤이라 하여 많은 그리스도인들에게 골고타로 기념된다. 또한 예수가 부활한 장소로 전해져, 적어도 4세기부터 기독교 성지 순례의 중요 장소가 되었다. 오늘날 이곳은 그리스 정교회의 예루살렘 총대주교청 역할을 수행하고 있다. 하지만 성당의 사용권은 다양한 기독교 종파가 공유하고 있으며, 수세기 동안 뒤얽혀 혼합된 세속의 실체들은 근본적으로 변하지 않았다. 오늘날에, 성당은 기독교를 대표하는 여섯 종파인 로마 가톨릭교회, 그리스 정교회, 아르메니아 정교회, 시리아 정교회, 콥트교, 에티오피아 정교회의 본토이다.

## 역사

### 건축
2세기 초반, 현재 성당의 유적지는 아프로디테 신전이었다. 몇몇 고대 작가들은 그 신전을 아프로디테를 그리스식 해석으로 대신하여 베누스 신전으로 묘사했다. 에우세비우스는 그의 저서 콘스탄티누스의 삶에서 본래 그 성당의 유적지는 기독교의 존숭지였지만, 하드리아누스는 기독교를 혐오했었던 것으로 추측되며 그 때문에 그 성당 부지들을 고의적으로 매장하고 꼭대기에 그의 신전을 세웠다고 주장했다.(진위 여부는 아래 참조) 에우세비우스의 짧은 언급에도 불구하고, 아프로디테 신전은 70년에 유태인의 반란과 132~135년에 바르 코크바의 반란이 일어난데 이어 대체로 하드리아누스가 135년에 그의 아엘리아 카피톨리아로 예루살렘을 개조한 도시의 일부였다.
약 325/326년경에 황제 콘스탄티누스 1세의 명령으로 신전을 파괴되었고 부지에 성당을 짓기 위하여 지역 주교인 예루살렘의 마카리우스에게 명령하여 신전을 평평하게 받치고 있던 흙을 제거하게 했다. 333년에 보르도 성지순례의 기록으로 현재 이곳은 콘스탄티누스 황제의 명령으로 놀랄 만큼 아름다운 성당이 건축되고 있다.고 보고했다. 콘스탄티누스는 그의 모친 성녀 헬레나에게 그리스도의 생애를 기리는 유적지에 성당을 건축할 것을 직접 당부했다. 326년에 그녀는 유적지의 교회 건축 현장에 와서 직접 나서서 인부들과 함께 땅을 파고 성당 건축을 도왔다.
발굴 작업 기간 동안에, 헬레나가 성십자가와 그 무덤을 재발견했을 것으로 추정된다. 그러나 에우세비우스의 기록에는 발굴 현장에 헬레나가 있었다는 내용이 없고 성묘의 진짜 십자가가 발견되었다는 기록 또한 전혀 없다. 에우세비우스의 기록에 따르면, 그 무덤이 예수의 무덤이라는 명백하고 분명한 증거를 드러냈다고 한다. 몇몇 학자들은 무비판적인 자료의 사용과 에드워드 기번과 같이 철저히 부정직하게 된 빌미를 제공한 에우세비우스의 기록을 비난했다. 예를 들어, 그 학자들은 에우세비우스의 저서의 장 제목에서 허구들이 그의 입장에서 합법적이고 적합하게 기술 되었다는 점을 지적했다.소크라테스 스콜라스티쿠스(380년 생.)은 '교회의 역사에서 그 발견에 대해서 충분히 해설하고 있는데, (후일에 소조멘 그리고 데오도레트에 의해 재해석됨) 그 책에서 예수의 탄생을 기념하는 베들레헴의 예수 탄생 성당(이 성당 또한 콘스탄티누스와 헬레나에 의해 설립됨)와 꼭 같이 주님의 무덤 성당은 예수의 죽음과 부활을 기념한다는 의미로 발굴과 건축에서 헬레나의 역할을 강조했다.
콘스탄티누스의 성당은 두 곳의 다른 유적 성지를 연결하여 두 성당을 건축했다. 한쪽 가장자리에 전통의 골고타 유적지와 연결된 담장이 둘러진 열주 아트리움(트리포티코)으로 된 대성전(380년대에 에게리아 수녀가 방문한 순교자 유적지)과 아나스타시스("부활")이라고 불리는 헬레나와 마카리우스가 예수가 묻혔던 곳이라고 확신한 절석실의 유물을 포함한 로툰다가 그 두 성당이다. 건물 서쪽 끝 암벽은 잘려져 있었다. 고고학적인 조사로 현재의 로툰다 지반 안쪽에서 아프로디테 신전이 그 모습을 드러냈고 신전의 바깥 담장은 심지어 더 서쪽에서 신전을 두르고 있기 때문에, 건물 서쪽 끝 암벽이 콘스탄티누스 시대에 얼마나 많이 잔존해 있었는지는 불분명하다.
기독교 전통에 따르면, 콘스탄티누스가 무덤이 손상되지 않도록 무덤 주변에서 암벽을 분리 시킬 계획을 짰다고 한다. 로툰다 중앙부에는 코우보우클리온(Kουβούκλιον, 현시대 그리스어로 : 작은 칸막이) 또는 이디큘(Aedicule)(라틴어에서 유래 : aediculum, 작은 건물)이라고 불리는 작은 건물이 있다. 그 건물은 무덤을 둘러 싸고 있을 것으로 추정된다. 하지만, 무덤으로 추정되는 그 부분은 대리석 덮개로 완전히 뒤덮여 있기 때문에 현재 그 주장을 검증하기란 불가능하다.
성당의 서쪽 끝 담장 너머에서 쿠킴 무덤이 발견되었고 더 최근에 로툰다 바닥에 대한 고고학적 조사로 최소한 10야드 길이의 폭이 좁은 돌출부 내부에 만일, 한때 그 작은 건물의 내용물이 있었다면, 그 돌출부는 암석 표면에 있어야 했다는 주장이 제기 되었다. 로툰다의 돔은 4세기 말 쯤에 완공되었다.
335년 9월 13일에 봉헌되었으며, 동방 정교회는 매년 율리우스력에 따라 9월 13일(그레고리력으로는 9월 26일에 해당)에 봉헌 예식을 거행한다.

### 손상과 파괴

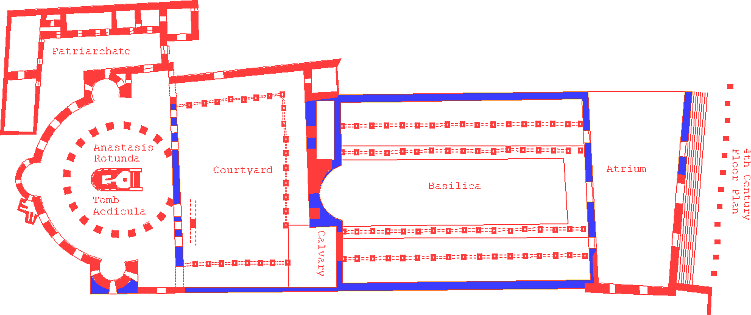
4세기 유적지의 평면도

그 건물은 호스로 2세 통치 하의 페르시아가 예루살렘에 침입할 때 614년에 화재로 인해 손상을 입었고, 십자가는 빼앗겼다. 630년, 이라클리오스 황제는 승리를 얻어 예루살렘으로 전진했고 성십자가는 재건된 성묘 교회에 반환되었다. 무슬림의 점령 하에서도 기독교 성당은 보존되었다. 초기의 무슬림 통치자들은 도시의 기독교 유적지의 파괴와 주거지로의 사용을 금지하여 성지를 보호했다. 966년, 폭동 기간 동안에 출입구와 지붕이 파괴되었다.
1009년 10월 18일, 파티마 왕조 칼리프 알-하킴 비-암르 알라흐의 명령 하에 주님 무덤 성당은 완전히 파괴되었다. 성당에서 일어난 연중 성령의 불 기적으로 인해 특히 더 활발하게 된 부활절의 예루살렘 성지순례의 교세가 알-하킴을 괴롭게 만들었음이 틀림 없다. 팔레스타인과 이집트에서 교회에 대항하는 세력들은 또 다른 지역에서도 손상을 입은 커다란 타격들로 보아 기독교 지역들에 대항하는 더 대규모적인 군사 작전의 일부였음을 알 수 있다. 차반네스의 아드헤마르의 기록에 따르면 리다에 있는 성 제오르지오 성당과 그 성인의 다른 많은 성당들이 공격받았고 '주님의 무덤 성당은 파괴되어 잿더미가 되었다.'고 했다. 기독교 기록자 야히아 이븐 사이드는 '파괴가 불가능하거나 운반하기 너무 힘들 것 같은 부분들을 제외하고' 모조리 파괴했다고 보고했다. 그 교회의 토대는 바닥 끝까지 분쇄되었다. 에디큘와 동쪽과 서쪽의 벽들과 무덤을 덮고 있는 마름돌 지붕은 파괴되었거나 손상을 입었다(동시대의 기록들은 다양함). 그러나, 북쪽과 남쪽의 벽들은 쇄석 더미에 의해 추가 손상이 방지 된 듯 했다. 화랑의 포장 도로에 세워져 있는 굉장한 기둥들은 파괴되지 않았고 사실상 현재에 남아있는 유일한 4세기 건물의 자취이다. 1009년 이후 즉각적으로, 예수의 무덤으로 가장 확실시 되는 곳을 몇몇 부분별로 소수의 복구 작업이 진행되었지만, 사실상의 복구 작업을 하기 위해서는 수십 년을 기다려야 했다.
유럽인들의 반응은 지대한 영향과 심각한 결과 초래할 만큼 가히 충격적이었고 실망을 감추지 못했다. 예를 들면, 클루니의 수사 라올 글라버는 유태인들을 비난했고, 유태인들은 리모주와 프랑스의 다른 마을들에서도 추방당했다. 결국에, 그 파괴 행위들은 나중에 십자군에게 전쟁의 명분을 제공했다.

### 재건축
1027~1028년에 파티마 왕조와 비잔티움 제국 간의 폭 넓은 협상으로 협정이 체결되었다. 그 협정에서 새로운 칼리프 알리 아즈-자히르(알-하킴의 아들)은 교회의 재건축과 재장식을 허락하는데 동의했다. 재건축은 콘스탄티누스 모노마코스와 콘스탄티노플의 총대주교 니케포루스의 엄청난 지출로 자금을 조달하여 1048년에 마침내 완공되었다. 그 양보로, 콘스탄티노플에 모스크 사원이 다시 열렸고 설교 중에는 알-자히르의 이름이 분명하게 들렸다고 전해진다. 무슬림 자료에 의하면 그 협정으로 인한 부가적인 영향으로 알-하킴의 박해 하에서 개종을 강요 받았던 많은 기독교인들에 의해 이슬람교의 철회가 이루어졌다고 한다. 게다가 비잔티움은 알-하킴에 의해 파괴된 다른 성당들을 복구하고 예루살렘 총대주교구의 복구를 위해 요구되는 5천명의 무슬림 포로들을 석방했다. 동시대의 무슬림 자료에는 협정이 체결된 이후에 황제가 성묘 교회를 복원하기 위한 노력의 일환으로 지출하는 총액이 막대한 수였다고 확실히 기록되어있다. 비잔티움이 그 사업에 쏟아 붙는 총액이 막대했는데도 불구하고 전체의 복원 자원은 가용 자원을 훨씬 넘었다. 그래서 대바실리카는 폐허로 남겨 둘 수 밖에 없었고, 새 건축 사업은 로툰다와 그 곳 주면의 건물들을 줌심으로 진행되었다. 성당들이 하늘을 여는 궁전과 연결되어 연상되는 작은 다섯 성당의 조합으로 교회 부지에 재건축되었다. 그 성당들은 대교회의 성벽이 있는 부활의 궁전의 동쪽에 있다. 그 성당들은 그리스도의 수감과 매 맺으심과 같은 수난 장면을 기린다. 추측컨데 도시의 대로에 있는 성지들 사이에 자유로운 이동이 어렵기 때문에 그 곳에 성당들이 위치하게 되었을 것이다. 그 성당들의 봉헌 예식은 그리스도의 수난에 대한 성지 순례 의식에 있어서 중요성을 나타낸다. 대바실리카가 조금도 아니면 전혀 재건축되지 않았으므로, 그 성당들은 십자가의 길의 축소판으로 여겨진다. 예루살렘 서부 성지 순례지에서 11세기 동안에 폐허가 된 거룩한 성유적지들이 많이 발견되었다. 예루살렘과 그와 관련된 성묘 교회의 통제권은 1099년에 십자군이 도착할 때까지 파티마 왕조와 (바그다드의 아바스 왕조 칼리프에게 충성하는) 셀주크 투르크에 이르는 여러 해동안 실세의 변화가 지속되었다.

### 십자군 시대

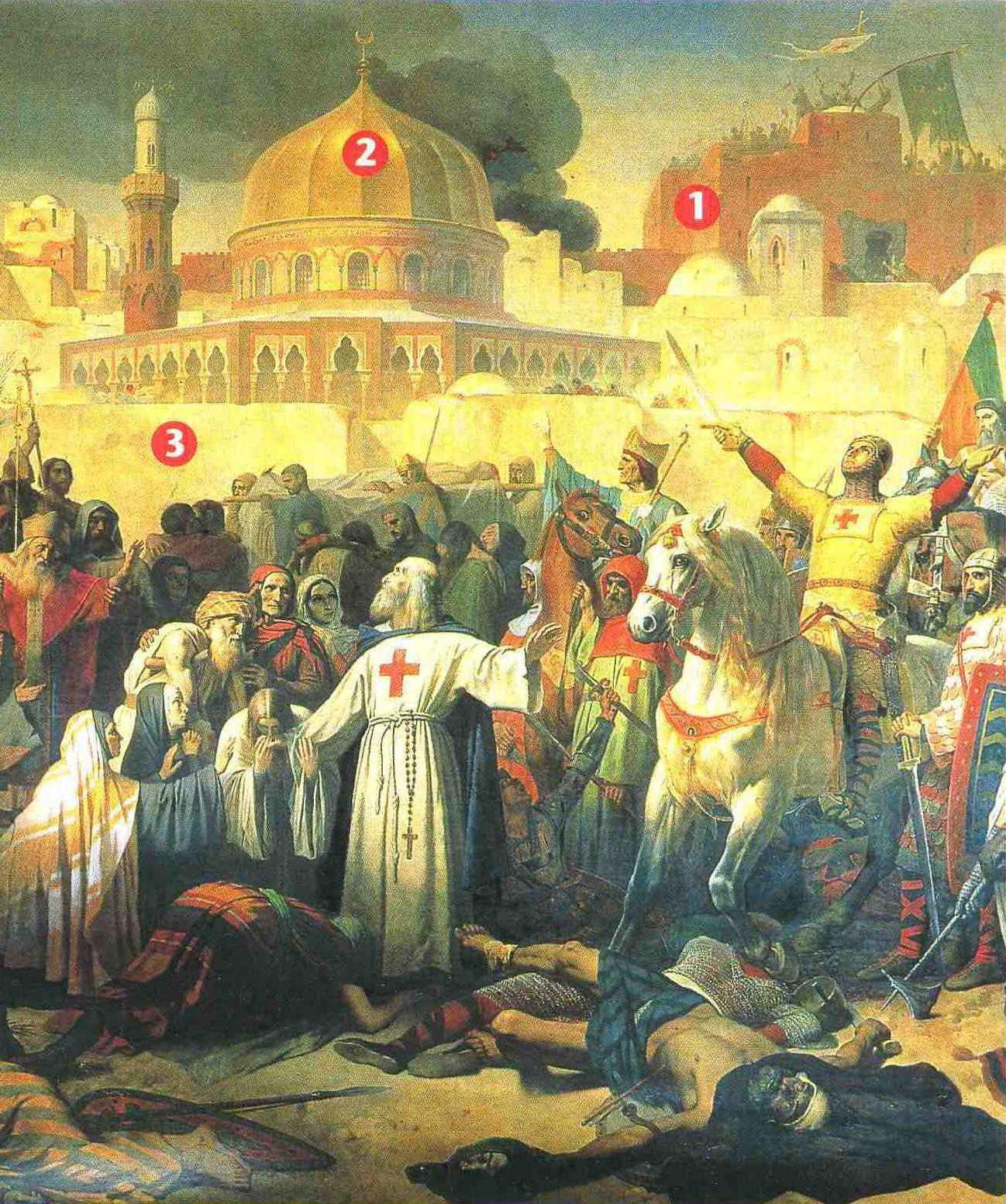
십자군의 예루살렘 탈환 1099년 7월 15일
1. 주님의 무덤 성당
2. 바위의 돔
3. 성벽

많은 역사가들은 소아시아에 침략한 터키군이 콘스탄티노플에 위협이 되어 알렉시우스 1세 콤네노스 황제의 간언에 대한 응답으로 제1차 십자군을 요청한 교황 우르바노 2세를 아직도 주로 관계지어 거론한다. 여전히, 역사가들은 1095년에 교황의 정책에 예수살렘과 그에 따르는 주님의 무덤 성당의 숙명은 직접적인 목표로 염두에 두지 않았다는데 동의한다. 예루살렘 탈환에 대한 관념은 십자군의 진로에 더 몰두하게 되었다. 재건축된 성당 부지는 1099년 7월 15일에 제1차 십자군 기사단에 의해 (그 근래에 아바스 왕조에게서 그 부지를 빼앗긴) 파티마 왕조에게서 탈환하게 되었다.

주님의 무덤 성당 휘장

제1차 십자군은 무장 성지순례를 마음속에 그렸고 십자군의 그 누구도 주님의 무덤 성당 순례를 기도하러 가는 여행으로 여길 수는 없었다. 십자군의 지휘관 고드프루아 드 부용 왕자는 첫 번째 예루살렘 십자군주국의 지도자가 되었고 그의 생애 동안 "왕"의 칭호를 사용하지 않기로 결정했으며 자신을 아드보카투스 산크티 세풀츠리(주님 무덤의 보호자 또는 방어자)라고 선언했다. 십자군 시대에, 과거 성당 아래에 있는 우물이 헬레나가 성십자가를 발견한 장소라는 소문이 돌았고 경애로운 장소가 되기 시작했다. 후일에 그 우물은 십자가의 창조 성당이 되었지만, 그곳에서 11세기에 나돌던 소문에 대한 아무런 증거도 없었고, 현시대의 고고학적 연구조사로 모노마코스에 의해 복원된 11세기의 우물이라는 것으로 현재 판명나 있는 상태다.
연대기 편자 티레의 윌리엄은 12세기 중반의 성당의 혁신적인 수리에 대해서 보고했다. 십자군은 유적지의 동쪽 폐허들을 탐사했고 때때로 돌무더기를 파헤치기도 했다. 그들은 우물에 다다르려고 시도했고 하드리아누스의 담장형 신전이 있는 최초의 지반 의 일부를 발견 할 수 있었다. 그들은 고유의 계단 부분으로 그들이 최초에 발굴했던 터널을 넓혀 그 공간을 성당으로 변형해서 헬레나(성녀 헬레나 성당)에게 헌정하기로 결정했다. 십자군은 로마네스크 양식으로 성당을 재설비했고 종탑을 추가하였다. 그 공사는 처음으로 모든 유적지의 작은 성당들을 통합하는 작업이었고 멜리센데 왕비의 통치 기간 중인 1149년에 완공되어 모든 성지들이 처음으로 한 지붕 아래에 놓이게 되었다. 그 성당은 최초의 라틴 총대주교좌 성당이 되었고 그 곳에는 왕국의 기록실이 생겼다. 제3차 십자군에 의해 기독교인들의 유적 성지 순례가 허가되어 조약으로 체결되었음에도 불구하고, 1187년에 살라딘이 성당과 도시의 나머지 지역까지 점령했다. 13세기에 황제 프리드리히 2세가 파문 상태에 있을 때, 그는 자신의 파문을 부정하며 조약에 의해 도시와 성당을 재탈환했다. 그리하여 기독교에서 가장 성스러운 성당이 성무 금지 상태에 놓이게 되는 결과를 초래했다.

### 후기 시대

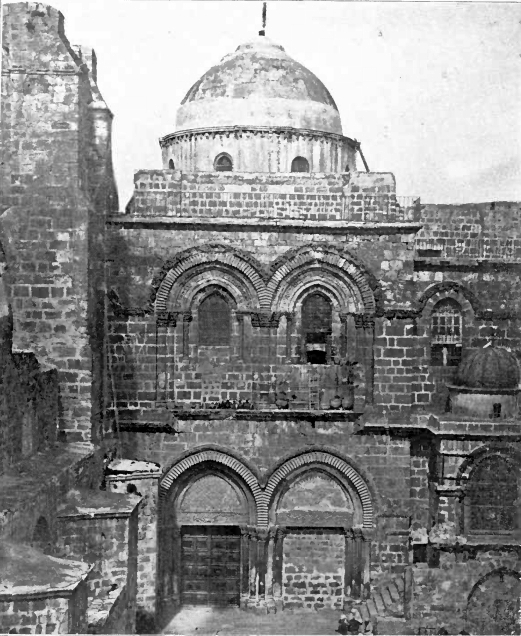
주님의 무덤 성당 (1906년). 약간의 복구 작업 이외에, 1852년 이래로 근본적인 형태는 변함 없었다. 오른쪽 윗 창문 아래에 작은 사다리는 최근 사진에서 볼 수있는 것과 같은 사다리이다. 1854년에 그 사다리를 치우자는데 동의가 없었기에 여전히 그 자리에 그대로 있다.

성지 순례자들의 수는 늘었는데도 불구하고 교회는 방치되었으므로, 1555년에 프란치스코회 수도사들이 그 곳을 더 새롭게 단장했다. 프란치스코회는 이디큘에 전실을 만들어 구조를 확장해서 그 작은 건물을 재건축했다.. 1555년에 성당이 새로 단장된 이후에, 성당의 사용권은 프란치스코회와 정교회 사이를 오갔는데, 어느 공동체가 특정한 때에 숭고한 포르테에서 호의적인 칙령을 획득할 수 있는지가 관건이었고, 종종 노골적인 뇌물 수수와 격렬한 다툼은 대수롭지 않았다. 1767년, 계속되는 다툼에 지친 포르테는 성당을 권리 주장자들에게 분배하는 칙령을 공포했다.
1808년에 또 다시 화재가 발생하여 건축물에 극심한 손상을 입혔고, 로툰다의 돔이 무너져 내렸고 에디큘의 외관도 허물어졌다. 1809~1910년에 로툰다와 에디큘의 외관은 미틸리니의 건축가 콤미노스에 의해 그 무렵의 오스만 바로크 양식으로 재건축되었다. 화재는 이디큘의 실니까지는 미치지 않았다. 오늘날 천사의 성당이라고 알려진 서쪽에 있는 반원형으로 된 전실의 내관이 화재 이후에 정사각형 평면도에 의해 부분적으로 재건축 되기는 했지만, 무덤의 대리석 장식은 주로 1555년에 복원된 작품이다. 1853년에 술탄으로부터 공포된 또 다른 칙령은 공동체 간의 영토 분할을 확고히 했고 "영원불변"한 제도로 현재 상태를 유지하게 되었지만, 유지에 대해서와 한 창문 아래의 외벽 사다리를 제거하는 것까에 대해서도 의견 차이를 보였다. 그 사다리는 그 이후에도 없어지지 않고 같은 자리에 있다..

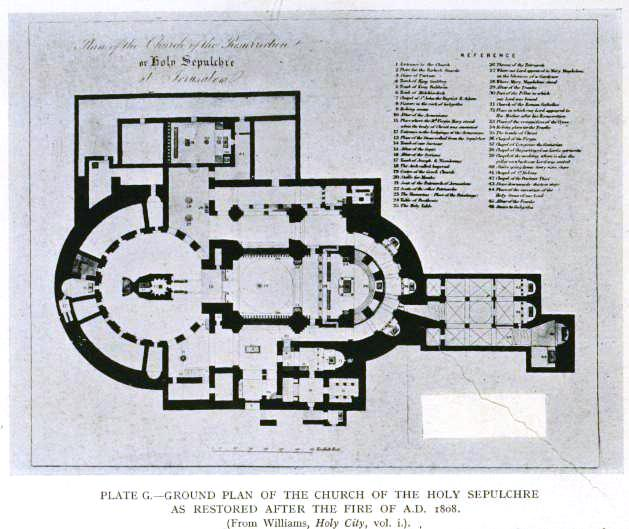
1808년 복원 공사 이후의 성당.

콤미노스는 이디큘에 적색 대리석 외부 도장법을 적용해서 미관을 떨으뜨렸고, 하부 구조와는 동떨어지게 했다. 1947년에 영국령에 의해 그 건축물에 외부 철재도리 비계가 설치되어 유지되고 있다. 그 보수 공사에 대한 계획에는 아무런 합의도 없었다.
1959년부터 진행 중에 있었던 주님의 무덤 성당의 광범위한 현대식 리모델링의 일환으로 1994~1997년의 기간 동안에 성당이 복구되기는 했지만, 현재의 돔은 1970년대의 건축물이다, 1973~1978년의 복구 작업과 건불 내부 발굴 기간 동안에, 뮤리스탄 바로 근처의 저지대는 맨처음에 백색 멜레케 석회암을 캐던 채석장이었다는 사실이 밝혀졌다.. 발굴단은 성녀 헬레나 성당의 동쪽에서 2세기에 아무림으로 그린 로마 함선의 그림과 2세기에 하드리아누스의 신전에 포대를 거치하던 두개의 낮은 벽들과, 4세기에 콘스탄티누스의 바실리카를 지탱하기 위해 세워진 높은 벽을 발견했다. 아르메니아 당국은 최근에 그 고고학적인 공간을 성 바르탄 성당으로 변경하였고 그 성당의 북쪽에 있는 채석장 위로 보도를 만들어, 성녀 헬레나 성당에서 (허가에 의해) 새로운 성당으로 접근할 수 있게 하였다.
성당의 수도 요금이 논쟁이 되어 예루살렘 시 의회가 수도 공급을 차단할 위험에 놓여 있기 때문에 최근에 토론이 몇번 이루어졌다.

## 현 성당의 건축 구조

현재 성당의 평면도.

성당의 남쪽 익랑의 출입은 단일문을 통해서 가능하다. 그 커다란 구조물로 들어 가는 좁은 보도는 때로는 위험하다. 예를 들어, 1840년에 화재가 발생했을 때, 십수명의 성지 순례자들이 깔려 죽었다. 1999년, 교회 공동체들은 새 출구를 설치하자는데 동의했지만, 보고된 바로는 새로운 출구는 결코 완공된 적이 없었다.

### 갈바리아 (골고타)

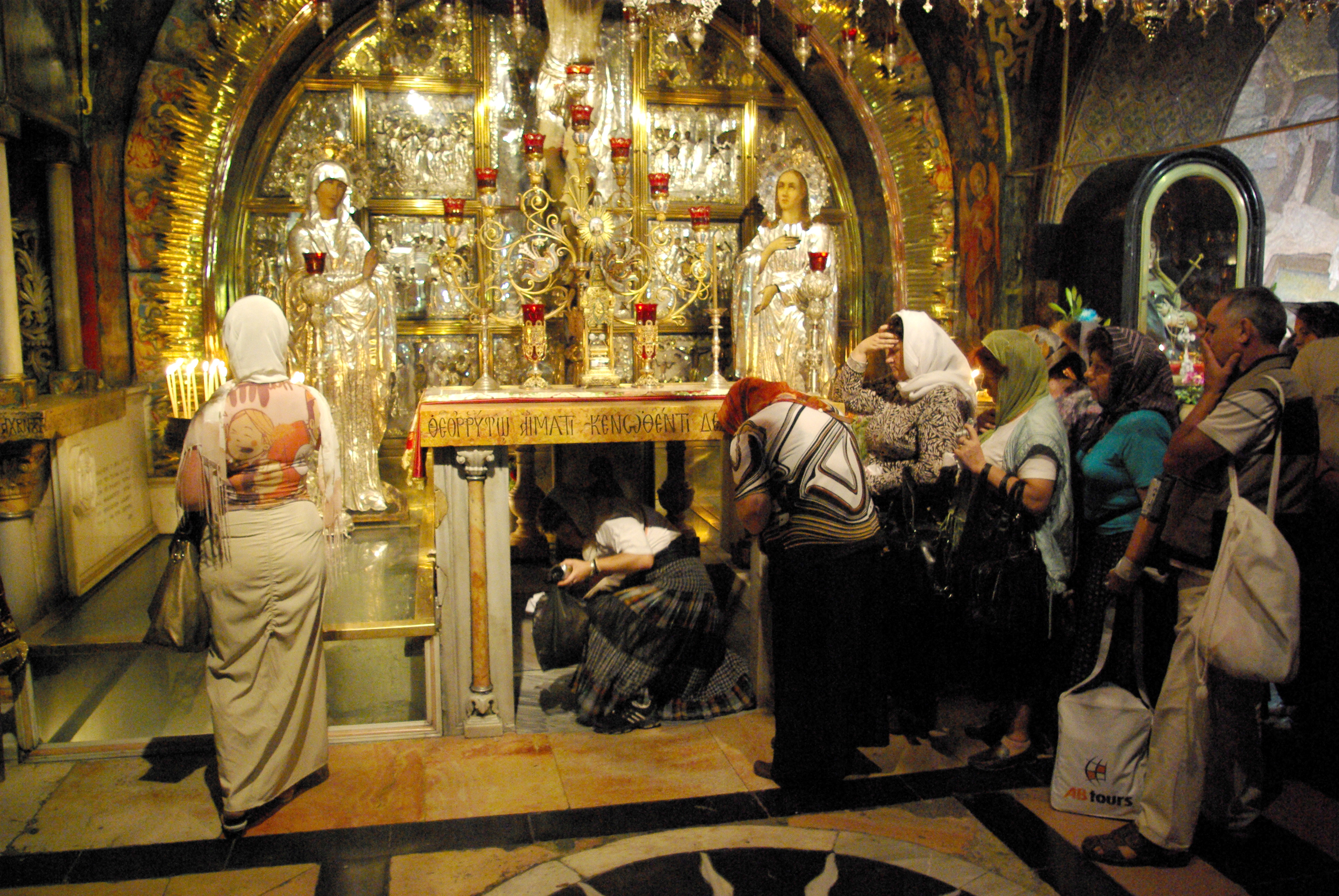
십자가에 못 박히심의 제대. 전승에 의하면 예수가 십자가에 못 박힌 곳이라고 전해진다.

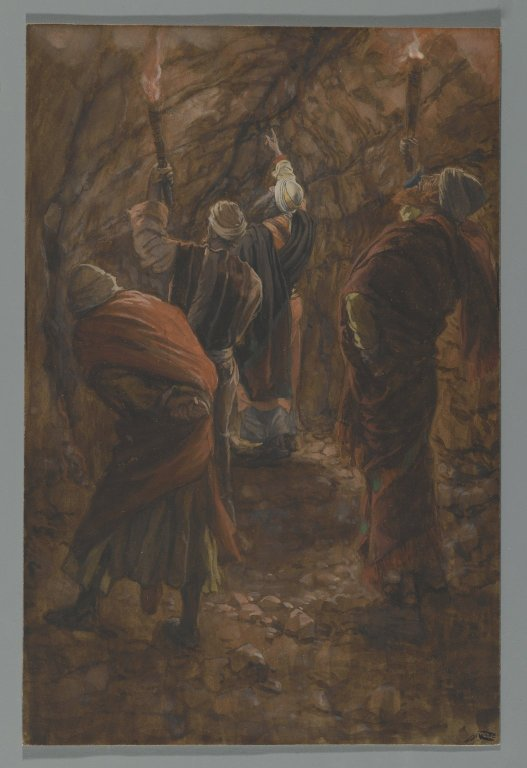
갈바리아의 바위 밑 동굴에서 보는 갈라진 틈. 제임스 티소 작. 1886~1894년.

유보장을 지나 제대의 남쪽 방향에는 전승에 의하면 예수가 십자가에 못 박힌 현장으로 전해지는 갈바리아(골고타)로 오르는 계단이 있는데 그 곳은 성당에서 가장 화려하게 장식된 곳이다. 그리스 정교회 관할의 중앙 제대에는 갈바리아 바위가 보존되어 있다(십자가의 길 제12처). 그 바위는 제대 양측의 유리함에서 볼 수 있고, 제대 아래에는 구멍이 나있는데, 그 곳에 십자가가 세워져 있었다고 전해진다. 가톨릭교회(프란치스코회 관할)의 제대 측면에는 십자가에 못 박히신 예수 묵상처가 있다(십자가의 길 제11처). 동방 정교회 성당을 향해 있는 제대 왼편에는 놀라운 일을 행하는 성모 마리아상이 있다(십자가의 길 제13처, 예수님의 시신을 십자가에서 내렸고 그 분의 가족들에게 시신이 돌아갔다).
주층에는 갈바리아의 아랫 언덕이 있고, 성당 두 곳이 있으며, 아담의 성당이 있다. 전승에 따르면, 예수는 아담의 두개골이 묻힌 곳 위에 십자가에 못 박혔다고 전해진다. 갈보리의 바위는 재단 벽에 있는 창문을 통해 바라보면 부서진 틈을 볼 수 있는데, 그 금은 십자가에 달린 예수가 숨을 거둘 때, 지진이 일어나서 생겼다고 전해진다. 하지만 회의적인 학자들은 바위에 자연적으로 금이 갔다는 사실을 부정하며 그 금은 채석의 부주의로 인한 것이라고 보고 있다..

### 성유석

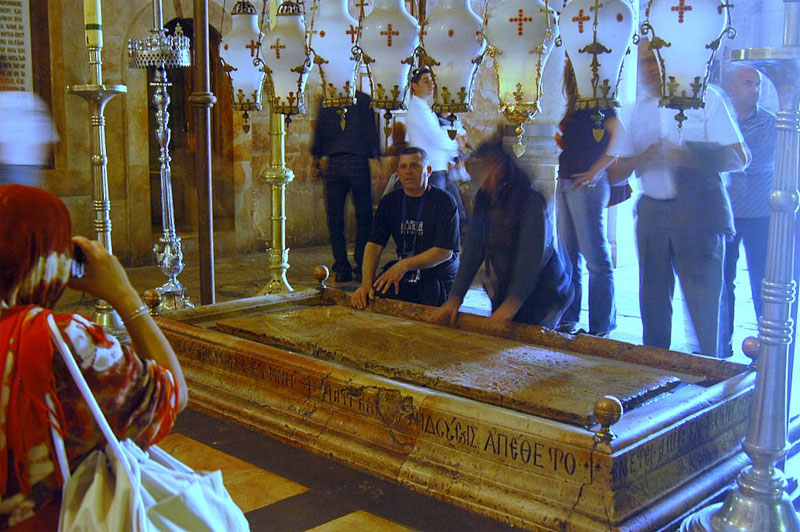
성유가 부어진 바위.

현관을 들어서면 바로 가까이에 기름부음의 돌( 또는 성유 바위)가 있다. 전승에 의하면 이 바위는 아리마태아의 요셉이 예수의 무덤을 위해 준비해 놓았다고 한다. 그러나, 이 전승은 십자군 시대 이후에야 알려졌고, 현재의 돌은 1810년 재건축 기간에 덧씌워진 것이다. 바위 뒷편에 있는 벽은 1808년 화재 이후에 점차 취약해져서 그 위의 아치를 지탱하기 위해서 임시로 증설 되었다. 그 벽은 12세기 때 왕들 네 명의 묘소들의 꼭대기에 있으며 로툰다 경관을 가로막고 있고, 구조상으로는 더 이상 필요하지 않다. 그 곳이 골고타에서 예수님을 십자가에서 내린 또 다른 묵상처와 동일시 되는 십자가의 길 제13처인지, 아니면 제11처와 제12처 사이의 묵상처인지에 대해서 견해 차이가 있다. 바위 위에 매달려 있는 조명은 아르메니아, 콥트, 그리스, 라틴의 교회들에 의해서 봉헌되었다.

### 로툰다와 이디큘
주님의 무덤 성당의 로툰다는 그리스도의 무덤 자체의 에디큘의 중앙부에 있는 두 돔들 중에 더 큰 돔 아래에 아나타시스에 위치해 있다. 에디큘에는 방 두개가 있다. 첫 번째 방은 천사의 돌이 놓여져 있는데, 예수의 시신이 안치된 다음에 그 무덤 위에 그 돌의 조각을 놓았다. 두 번째 방은 그 차체가 무덤이다. 현상유지(status quo)로 동방 정교회, 로마 가톨릭교회, 아르메니아 사도교회는 모두 무덤의 실내에 대한 권리를 갖고 있으며 세 공동체들 모두는 성찬예배 또는 미사성제를 봉헌한다. 그리스 정교회의 예루살렘 총대주교가 집전하는 성령의 불을 기념하는 성토요일과 같은 특별한 때에는 다른 방법의 전례를 거행하기도 한다. 그 뒷편, 평면도에서 보면 반원형 기초석에 철재 격자로 만들어진 성당 안에 놓인 제대는 콥트교회의 제대이다.

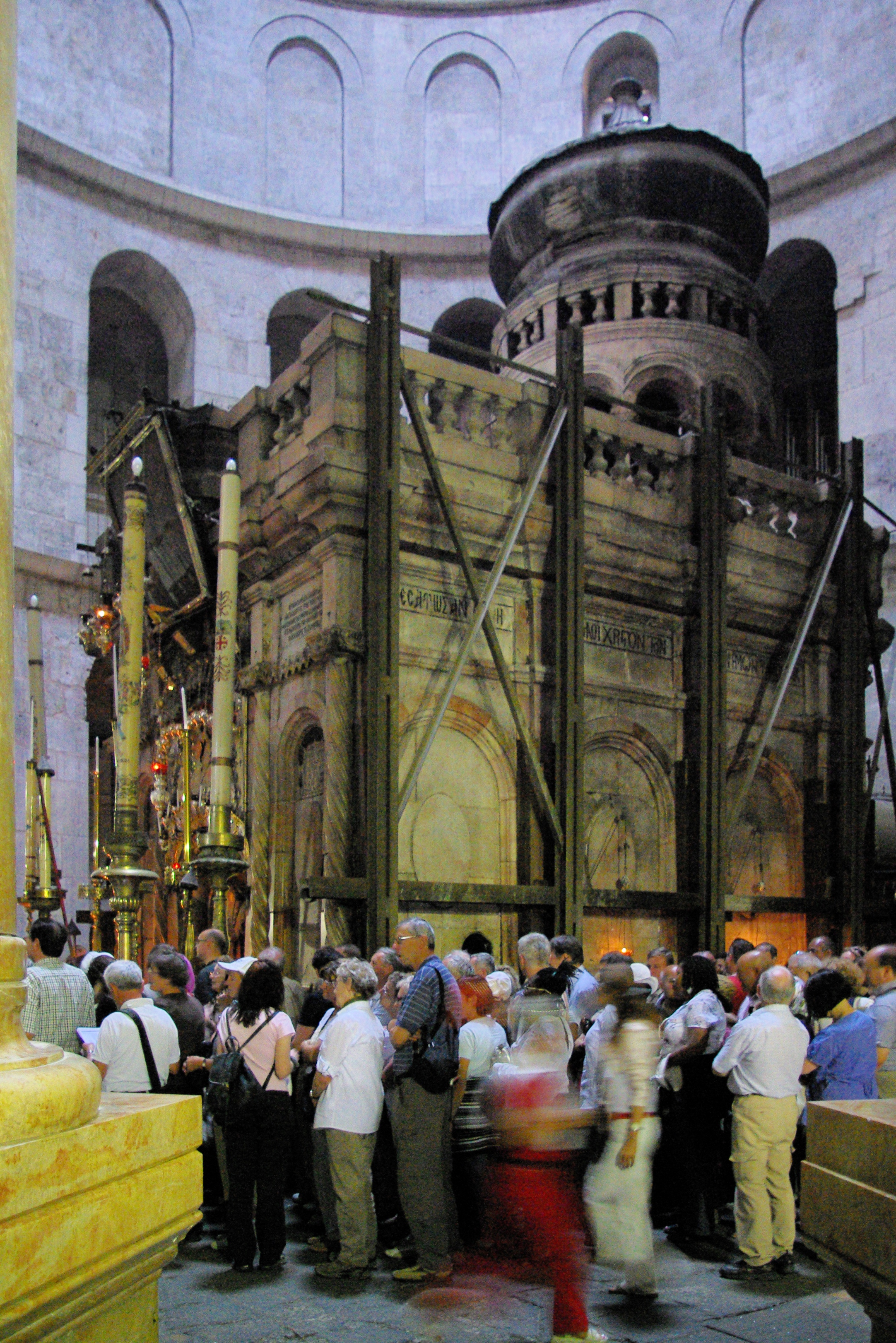
이디큘
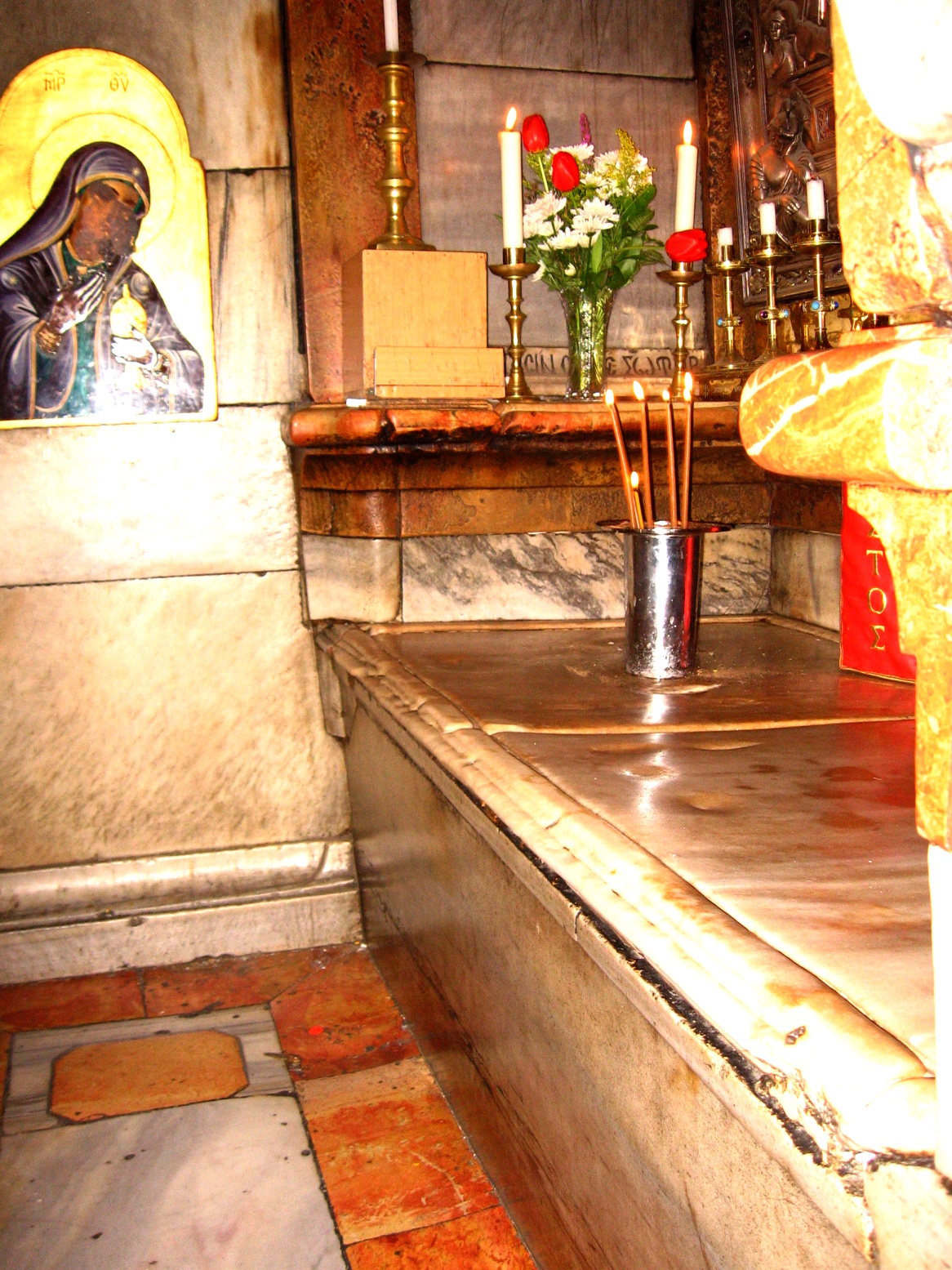
이디큘 가장 안쪽에 있는 내실, 중세 시대에 대리석으로 장식되었다.
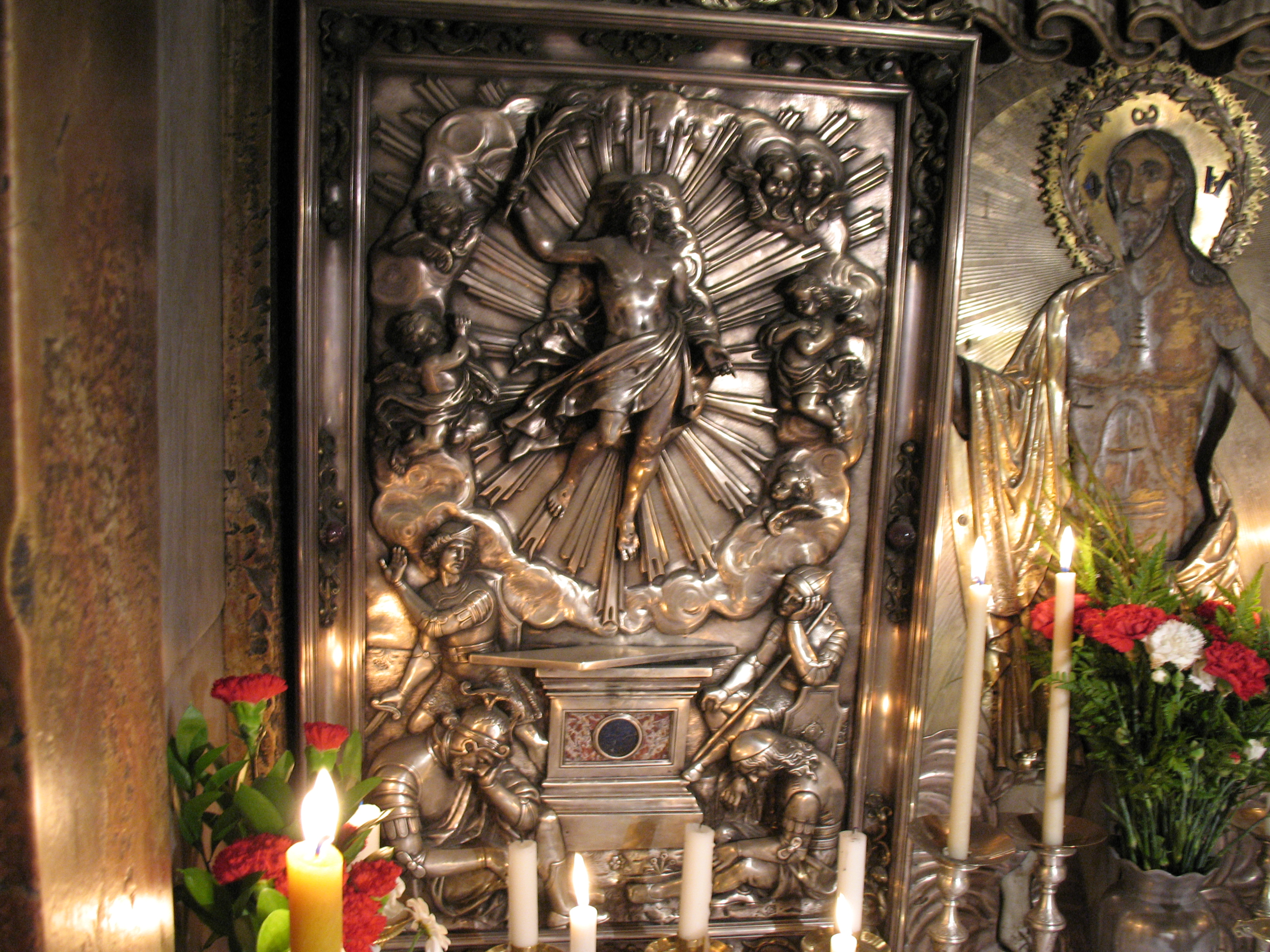
그리스도의 무덤에 있는 성상

로툰다 후방을 지나면 쿠크들의 무덤들에서 틈으로 빛을 발하는 절석으로 된 매우 거칠게 다듬어진 성당이 있다. 그 공간은 비교적 최근에 발견되었으며 특별한 표징이 없는데도 불구하고, 기독교인들은 아리마태아의 요셉의 무덤이라고 믿으며, 시리아 정교회는 주일에 이곳에서 전례를 거행한다. 로툰다 동남측, 즉 예수 무덤의 오른쪽에는 발현 성당이 있으며, 로마 가톨릭교회에서 관할하고 있다.

### 가톨리콘과 앰뷸라토리
- 가톨리콘(The Catholicon) - 로툰다 맞은편 동쪽에는 교회의 주제대 방면에 오늘날 그리스 정교회 가톨리콘인 십자군 형상이 있다 두 번째로 큰 돔은 (그리스도께서 십자가에 못박혀 돌아가시고 부활하신 유적지와 관련있는) 일찍이 세상의 중심(이라고 여겨졌던 콤파스, 즉 옴팔로스가 위치한 성가대석의 교차랑 중앙 바로 위에 올려져 있다. 그 동쪽에는 북측에 그리스 정교회 안티오키아 총대주교좌와 마주 보고 있는 그리스 정교회 예루살렘 총대주교의 자리가 마련된 곳을 들어가기 전에 정교회의 지성소를 구별 짓게 하는 커다란 성화벽이 있다.

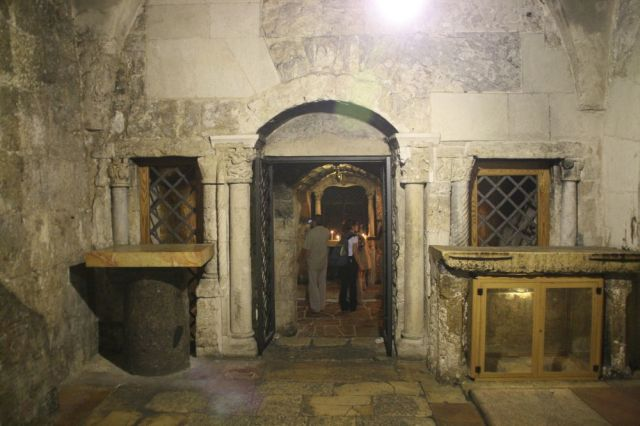
"거룩한 감옥" 또는 그리스도의 감옥

- 그리스도의 감옥 - 그 단지의 북동측에는 프란치스코회가 예수가 수감되었다고 전해지는 그리스도의 감옥이 있다. 그리스 정교회도 이곳을 예수가 실제로 수감되었던 현장으로 여기며, 십자가의 길 제1처에 있는 에케호모 성당 근처에 위치한 총독관저 수도원 안에 있는 그리스도의 감옥으로 그 사건과 유사하게 이름지었다. 아르메니아 사도교회는 그리스도의 감옥을 비아돌로로사의 제2처 가까이에 지어진 채찍질 수도원의 구석진 곳이라고 간주한다. 베드로 통곡 교회 근처에 폐허들 사이에 있는 저수조도 그리스도의 감옥으로 여겨지기도 한다.

유보장(the ambulatory)에서 더 동쪽에는 (남쪽에서부터 북쪽까지) 성당 세 곳이 있다.
- 그리스 성 론지노 성당 - 그리스 정교회 성당은 신약성경에서 예수를 창으로 찌른 로마 군인 성 론지노에게 봉헌되었다.
- 아르메니아 옷 나눔 성당 -
- 그리스 비웃음 성당 - 유보장에서 가장 남쪽에 있는 성당이다.

### 아르메니아식 복합 건축물

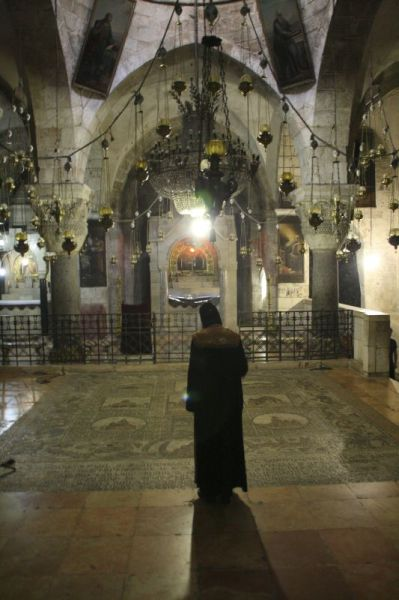
성녀 헬레나 성당

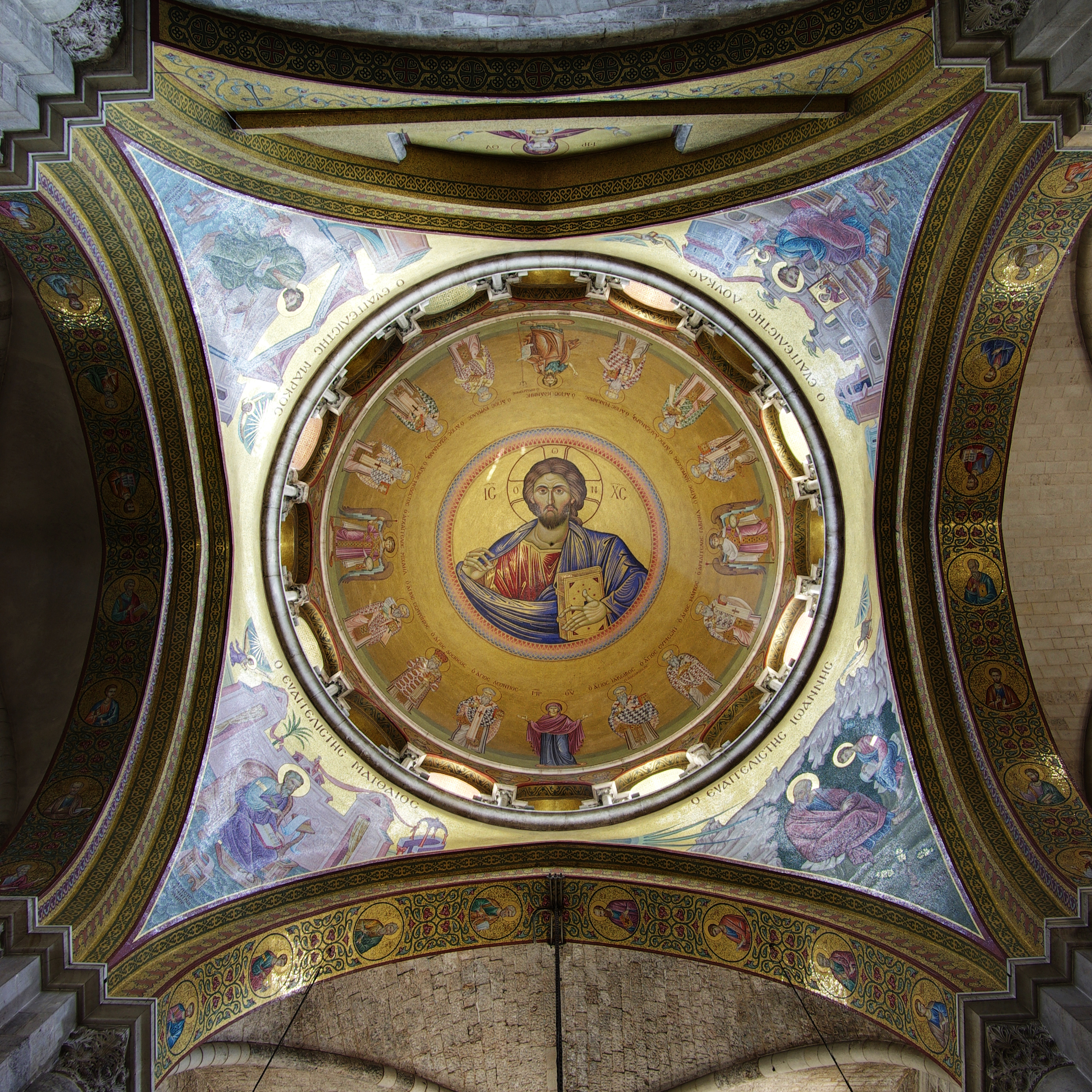
주님의 무덤 성당에 있는 모자이크, "만능의 주님(Pantokrator)"

- 성녀 헬레나 성당 - 아르메니아 사도교회 관할의 첫 번째 두 성당 사이를 오가는 계단은 성 헬레나 성당으로 내려가는 계단이다.
- 성 바르탄 성당 - 성 헬레나 성당 북쪽에는 채석장 전경을 볼 틈이 있는 모형 포대가 세워져 있는 곳 너머에 성 바르탄 성당으로 통하는 화려하게 장식된 연철문이 있다. 그 성당은 하드리아누스의 신전과 콘스탄티누스 바실리카의 고고학적인 유물들이 보존되어 있다. 그 문은 평소에는 닫혀있다.
- 성십자가 발견 성당 - 성 헬레나 성당을 잇는 스물두단의 또 다른 계단은 내려가면 실제 십자가가 발견된 곳이라고 전해지는 로마 가톨릭 성십자가 발견 성당으로 통한다.

### 이디큘의 북쪽
- 마리아 막달레나 성당 - 그 성당은 예수님이 부활하신 다음에 마리아 막달레나가 예수님을 만난 장소이다.
- 프란치스코회 성당 -

### 이디큘의 남쪽
- 로툰다의 남쪽, 앞 안뜰의 서측에 있는 각각 주보성인이 공정한 사람 성 야고보, 세례자 요한, 세바스테 40인의 순교자인 그리스 정교회의 3 성당은 처음에 코스탄티누스 교회의 세례당 단지였다. 가장 동쪽에 있는 성당은 현관 홀이며, 가운데에 있는 성당은 세례당으로 역할하며, 북쪽에 있는 성당은 새로이 세례를 받는 사람들을 그 단지의 로튼다의 북쪽으로 보내기 전에 총대주교가 성유를 발라 주는 성유실이다.

### 교회의 지붕
누구든 그리스 정교회 총대주교청의 안뜰에서 그 지붕으로 올라갈 수 있다.

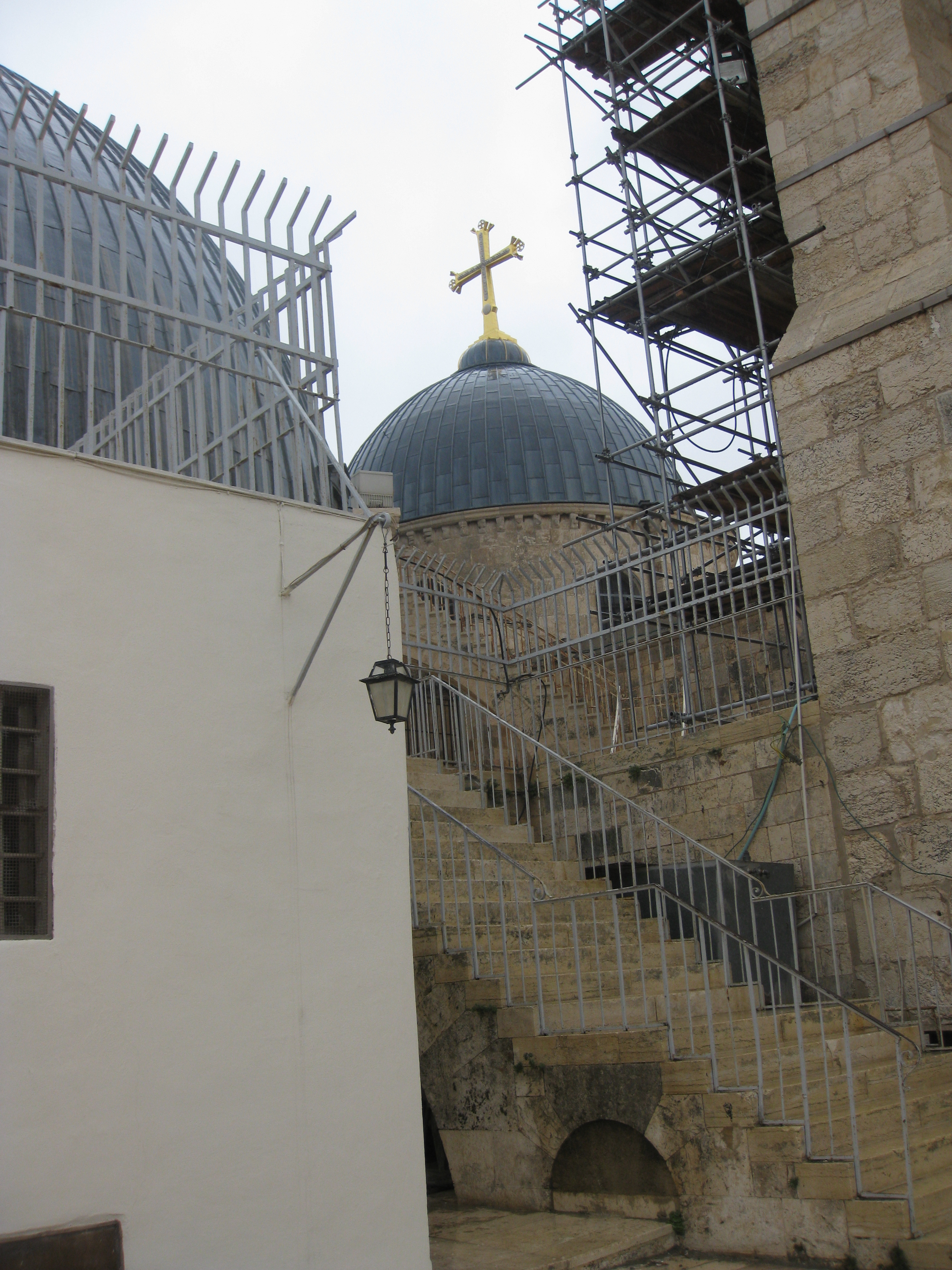
교회의 지붕
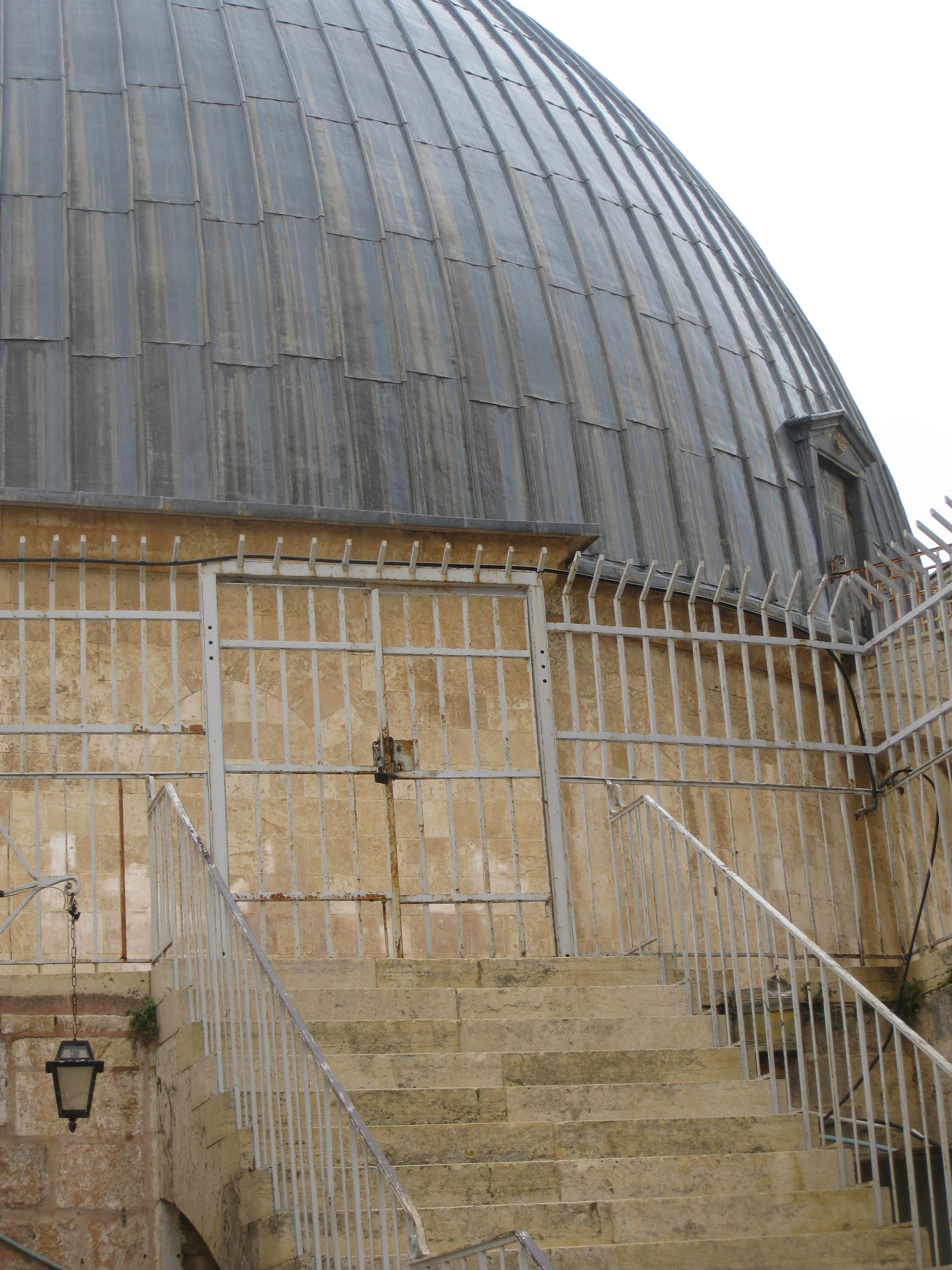

## 현상유지

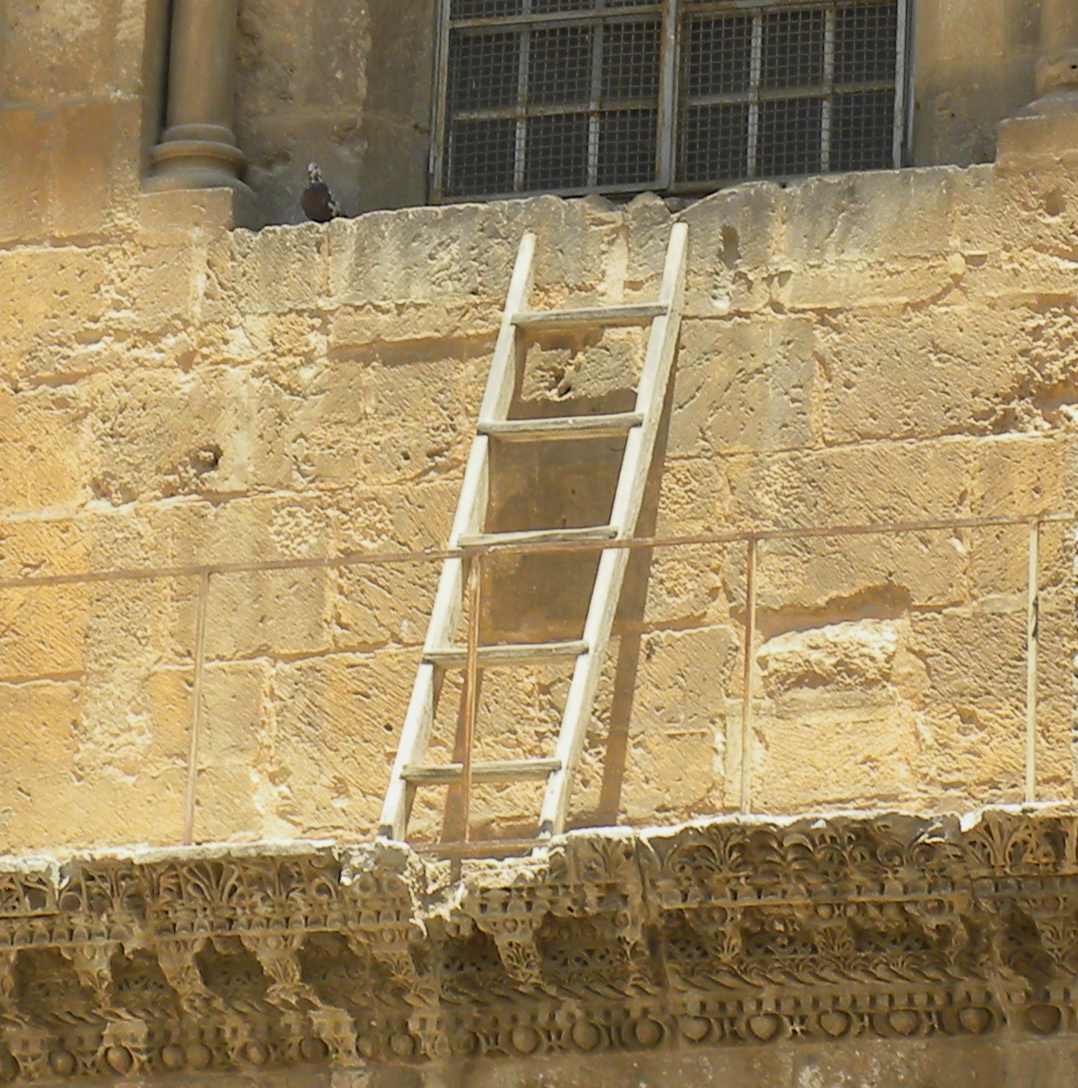
부동의 사다리. 주현관에서 본 확대한 사진, 2011년

기본적으로 후견하는 교회들은 동방 정교회, 아르메니아 사도교회, 로마 가톨릭교회이며, 그 중 그리스 정교회에게 가장 큰 관할권이 있다. 19세기에 콥트교회, 에티오피아 정교회, 시리아 정교회는 건물 안과 주변의 감실과 다른 건축물들을 관할하는 보다 작은 책무를 맡았다. 각각의 공동체들이 공통의 영역들에서 의식을 거행하는 시간과 장소는 엄격히 제한된다.
1853년에 현상유지(status quo)제도가 실시되었지만 현시대에 와서도 모든 곳에서 너무 자주 일어나는 계속되는 폭력 다툼으로 인해 중지되었다. 2002년 더운 여름철에, 콥트교 수사가 지정된 장소에서 그의 좌석을 그늘로 옮겼다. 그 행동은 에티오피아인들의 적대적인 태도로 저지되었고, 싸움이 벌어졌고, 11명이 입원했다.
2004년에 정교회가 성십자가 고양 의식을 거행하는 동안에 또 다른 사건이 터졌다. 그 때 프란치스코회 성당의 문이 개방되어 있었는데, 정교회는 그것을 무례한 태도로 받아들여 서로 주먹이 오갔다. 몇명은 체포되었디만 심각한 부상을 입은 사람은 아무도 없었다.
2008년 4월 성지주일에, 그리스의 수사가 경쟁 종파에 의해 건물에서 쫓겨 났을 때, 말다툼이 벌어졌다. 경찰이 사건 현장에 출동했지만, 말다툼으로 격분한 사람들은 경찰들까지 공격했다. 2008년 11월 9일 주일에 성십자가 공경의식이 거행되는 동안에 아르메니아 수사들과 그리스 수사들 사이에 충돌이 있었다.
현상유지라는 명목하에, 공통 영토로 지정된 어떠한 곳들도 공동체들 간의 합의 없이 상당 부분 재정리 되지 않았다. 계획된 형태로 복구 하려는 그들간의 합의 점에 도달하지 못한채 수리가 필요한 열악한 곳들도 그냥 그대로 방치되었다. 그 때 비참하게 되어 절실히 수리가 필요했던 에디큘을 수리하자는 협상 마저도 결렬 되어 그 건축물을 그대로 두게 되었는데, 하나 혹은 그 이상의 공동체들의 현상유지 반대로 변화할 수도 있었던 사안이었다.
주님의 무덤 성당의 그러한 상황은 교회의 현관 위의 창턱에 있는 작은 것을 봐도 짐작할 수 있다. 공통 지대에 있는 문들과 창턱들 모두를 현상유지할 것을 결정한 1852년 전에 누군가 목재 사다리를 그 곳에 갖다 놓았다. 그 사다리는 오늘날에도 오래된 사진과 판화에서 확인 할 수 있는 데, 거의 정확히 그 때 그 위치에 있다.
어느 공동체라도 주 현관을 보수한 적이 없었다. 1192년, 살라딘이 그 곳을 자신과 가까운 두 무슬림 가문들에게 나누어 관리하도록 지시했다. 조우데흐 가문에게는 열쇠를 맡겼고 637년에 칼리프 오마르의 통치 때부터 교회의 관리인 보직을 맡게 된 누쎄이베흐 가문은 문지기의 지위를 고수했다. 그 결정은 현시대에도 유지되고 있다. 매일 두 번, 조우데흐 가문 가족원은 열쇠를 문으로 가져오며, 누쎄이베흐 가문 가족원이 그 문을 한번은 잠그고 한번은 연다.

## 진실에 대한 도전

### 아프로디테 신전과의 관계

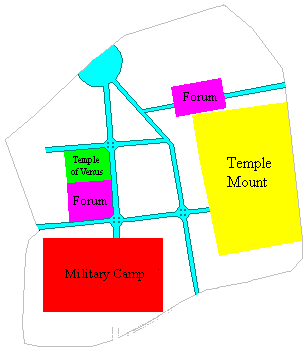
하느리아누스에 의해 재건축 되고 난 이후의 예루살렘. 중앙의 동-서를 오가는 길목을 가로막고 있는 성전 산의 어색한 위치로 인해, 전형적인 한 길의 보도 외에도, 동-서를 오가는 두 길의 주 보도들이 더 포장되었다.

위에서 언급한 것과 같이, 콘스탄티누스의 이디피스가 건축되기 이전에 그 부지에는 아프로디테 신전이 있었다. 그리고, 기독교 전통에서는 하드리아누스가 기독교를 반대하여 고의적으로 예수의 무덤 위에 (그 무덤의 훼손은 무시하며) 신전을 올렸다고 한다. 그러나, 하드리아누스의 신전은 쉽게 찾을 수 있다. 왜냐햐면 그 곳은 (현재 에크 칸-데즈-제이트인) 북-남 주 보도와 (현재 비아돌로로사인) 동-서 주 보도가운데 한 길을 연결 하는 곳이며, (현재 (작은) 뮤리스탄이 위치해 있는) 포럼과 인접해 인기 때문이다. 그 곳에 있는 포럼은 전통적으로 로마의 도시에 있는 포럼과 마찬가지로, 주 북-남 주 보도와 (현재 엘-바자르/다윗 거리인) 동-서의 (또 다른) 주 보도가 연결되는 지점에 위치해 있다. 신전과 포럼은 모두 동-서를 오가는 주요한 두 보도 사이의 공간을 차지하고 있다. (신전 구내에서 가장 서쪽 지면 위에 있는 소수의 잔해들은 유배 된 러시아 선교단의 흔적으로 여전히 남아있다.
1970년대에 고고학적인 발굴과 연구 조사로, 그 유적지들의 대부분의 건축물들은 앞서 있었던 담장형 신전 위에 건축되었다는 사실이 명백히 드러났고, 트리포르티코와 로툰다는 평면도에서 봤을 때 신전이 세워져 있던 부분과 거의 동일하게 겹친다는 사실도 알려졌다. 그 발굴 조사로 신전은 최소한 이디큘까지의 거리 만큼 만큼 뒤로 확장되었으며, 신전을 둘러싼 담장은 약간 더 뒤에 위치해 있다는 사실이 밝혀졌다. 프랑스인 사제이며 고고학자인 비르질리오 카니오 고르보 발굴 작업에 참여했으며, 신전의 서쪽에 남아 있는 벽이 추측되는 묘지의 동측과 매우 가깝게 붙어 있어야 한다는 고고학적인 결론을 도출했다.. 그는 만일 벽이 더 서쪽에 있다면 (무덤 바로 위에 있을 수도 있는) 벽의 무게로 인해 무덤이 부서졌을 것이며, 만일 무덤이 파괴되지 않았다면 지반이 있고 그 위에 벽이 지어졌을 것이라고 했다.
다른 고고학자들은 코르보의 재건축설을 부정했다. 예루살렘 시청 전임 고고학 담당관 단 바하트는 아프로디테 신전과 코르보의 예측 설계도가 같음이 검증되지 않았다는 사실과 현재 이디큘이 있는 부지에 있는 건축물들이 전혀 포함되지 않을 만큼 충분히 높이 쌓아 올린 토대 안에 신전 건물이 있었다는 코르보의 추측에 대해 아무런 증거도 없다는 사실을 언짢아 했다.; 실제로, 바하트는 많은 아프로디테 신전들이 로툰다와 유사한 구조로 설계되었다고 기록했고, 유적지에 앞서 건축되었다던 신전에 자리 잡고있던 로툰다를 기반으로 현재의 로툰다가 건축되었다는 가설에는 아무런 고고학적인 근거도 없는 낭설이라고 주장했다.

### 유적지와 도시와의 관계
성경에는 예수의 무덤이 도시의 성벽 바깥에 있다고 기록되어 있지만, 거룩한 무덤 성당은 1538년에 장대한 쉴레이만 술탄에 의해 건설된 옛 도시 성곽 안에 적절히 자리 잡은 하드리아누스의 도시의 심장부가 되었다. 몇몇 사람들은 예수가 수난 받을 때에 그 도시는 수난 현장이 성벽 밖에 있을 만큼 매우 좁았다고 주장했다. 역사 기록에 의하면 헤로데 아그리파(41~44년)는 도시를 북쪽으로 확장했으며, 필수적이었던 서쪽 성벽이 복원된 것은 전통에 의하면 전적으로 그의 공이었다고 전해진다.

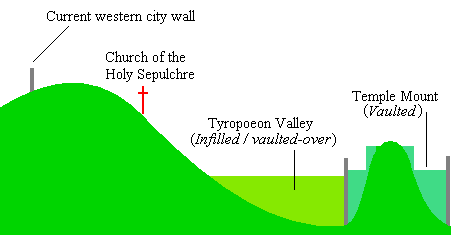
만일 서쪽 도시의 성벽이 처음부터 거룩한 무덤 성당의 동쪽에 있었다면, 성벽이 둘러진 서쪽 언덕에서 적군과 교전할 때 아군이 우세했을 것이다.

그러나 그 벽은 그 바깥에 있는 방어 수로를 확장했다는 의미를 내포하고 있다. 그리고, 무덤 유적지는 성전 산의 존재와 조화를 이루고 있으며, 도시를 보호하는 성벽이 너무 얇으면 안 되었고 성벽이 바로 유적지와 바로 근접하게 건축되어도 안 되었다. 성벽 밖의 전통 유적지를 보호하기 위해 본질적으로 방어하는데 유리한 서쪽 성벽이 포함되어 그 성벽보다 더 중요한 트리포에온 계곡의 저지대에서 적군을 저지하려 했지만, 지리적 여건으로 인해서 내리막을 향해 적군을 공격할 수 있게끔 언덕에 성벽이 건축되지는 않았다. 19세기 후반 팔레스타인 탐사 기금의 조사관을 포함한 몇명의 학자들도 그 벽이 계곡에서 도시로 진격하려는 적들을 저지하기 위해 건축된 것 같지 않다고 했다. 그 전 도시의 성벽이 그 곳에 있어야 했던 아무런 고고학적인 증거도 발견되지 않았다. 그 지대 바로 남쪽과 예수의 무덤의 동쪽은 채석장이며, 속죄자의 루터교에 의한 발굴로 그 도시의 바깥에서 1세기 초반 동안의 교차로가 발견되었다. 채석장의 가장자리를 따라 성벽을 쳐서, 도로는 수로 또는 도랑을 방어할 일을 미연에 방지하기 위해서 건설되었다. 그 곳과 관련 있는 채석장과 무덤은 주요 도시 서쪽에 있지 않고, 제2차 방벽으로 에워싸인 티로포에온 계곡의 서쪽 상업 지구에도 있지 않으며, 북쪽에 있다.
2007년에 단 바하트가 거룩한 무덤 성당 영역 안에서 1세기의 여섯 묘소들을 발굴했다. 그러한 즉슨, 도시 바깥(에 있는) 그 장소는 의심할 여지 없이, ...., 1세기에 공통적으로 사용되었던 쿠크 양식이 기반인 무덤의 연대를 가진다는 것이다. 그러나, 무덤의 쿠크 양식은 기원전 2~3세기에도 흔히 사용되었다.
도시의 서부에 있는 1세기의 유적으로 가능성 있는 묘지는 궁금증을 자아내는데, 미슈나에서 인용되는 1세기 후반에 랍비 지도자 아키바 벤 요셉의 기록에 따르면 예루살렘에서 바람은 대개 서쪽에서 불어오므로 성전 산 전체에 시체 썩는 냄새가 진동을 하는 것을 막고 사람들이 불결해 하지 않으려면 서쪽에 묘지를 두면 안 된다고 하였다. 추가적으로, 이디큘은 도시와 매우 가까운 곳에 있어야 했지만 도시의 서쪽 방벽은 이디큘에서는 동쪽에 있다. 여전히, 아키바는 유대법을 따라 도시와 50큐빗 거리 안으로는 무덤을 두지 않는데 주의를 기울였다. 고고학적인 기록에서는 아키바의 지시에 따라 엄격히 고수된 위치에 묘터를 정했다고 한다. 예루살렘에 있는 대부분의 고대 무덤들은 서쪽으로 도시의 동쪽, 올리브 산에 있으며, 도시에서 1킬로미터가 넘는 곳과 성묘 교회는 예외이다.
그러나, 한 기록에서는, 아마도 서력기원 29년~135년 사이에 원래는 유대-기독교 시나고그로 건축되었고 성전 산을 향해 기원을 두고 있지만 예수 무덤의 유적지로는 기원을 두고 있지 않은 건물에 있는 토라흐의 두루마리를 보관하기 위한 니치로 추정되는 장소가 있었다고 한다. 그리고 거룩한 무덤은 여러 기독교 공동체가 그리스도의 죽음 및 부활과 관련된 유적지가 있는 성전을 관계 짓는 전통에 따라 많은 부분이 일찍이 기독교 성당으로 변화하기 시작했으므로 그 곳(예를 들어 아담의 묘지, 세상의 중심 등)에 성당을 건설했다고 전해 내려온다.

### 가능성 있는 또 다른 유적지들
이디큘을 예수의 무덤과 동일시 하는 것은 주요 기독교 종파에서는 믿을 교리가 아닌데도 불구하고 가톨릭교회와 정교회의 기독교인들은 그 전통의 위치를 재빨리 사수했다. 그러나, 많은 유적지들이 화제로 떠오르기 때문에, 다방면의 여러 학자들은 (누구의 묘인지 모르므로) 그 유적지들의 타당성에 대해서 기각한다. 덧붙이자면, 많은 개신교인들은 가톨릭교회에서 미리 전통적인 위치를 고수했기 때문에 그 위치에 대해서 자주 반대 입장을 표명했다.
찰스 조지 고든 장군은 1882~1883년에 팔레스타인에서 시간을 허비하고 난 후에야, 그가 골고타의 실제 위치로 제시하는 옛 도시 성벽 밖 유적지의 위치를 찾아 냈다. 주님의 무덤 성당은 골고타에서 불과 몇 걸음 안되는 곳에 그 무덤을 보존하고 있기는 했지만, 그 무덤에게 필요한 골고타와 밀접한 병렬 관계에 있다고 여겨지는 특별한 이유는 전혀 없었다. 그러나, 고든은 그 원칙을 따라, 그의 골고타 유적지는 반드시 예수의 무덤이 있는 위치와 거의 근접한 위치에 있다고 결론 지었으며 그리하여 그는 오늘날 정원 무덤이라고 불리는 묘지를 예수의 무덤과 동일시하게 되었다. 그 영역에서 발견된 도기제조학과 고고학적인 출토품들은 조사 결과 기원전 7세기의 것들로 판명났다. 따라서 고고학자들의 견해로 본다면, 정원 무덤은 유적지는 1세기 쯤부터 유기되었어야 했다.. 고고학적인 발견들에도 불구하고, 그 정원 무덤은 개신교에는 인기 있는 성지 순례지가 되었다.
지금은, 예수의 무덤으로 가능성 있는 다른 어느 유적지들도 학술적 지원을 많이 받거나 심히 주목을 끌지는 못하고 있는 실정이다.

## 영향

볼로냐에 있는 산토 스테파노 성당의 평면도. (4)는 아나타시스에 영감을 받은 주님의 무덤 성당이다.

9세기 부터, 아나스타시스에 영감을 받은 성당 건축은 유럽 전역으로 확대되었다. 한 가지 예는 이탈리아 볼로냐에 있는 산토 스테파노 성당 단지로, 예루살렘의 감실이 재현된 일곱 채의 성당이 집결되어 있다.
러시아에 있는 여러 성당과 수도원 또한 주님의 무덤 성당을 모델로 삼고 있으며, 그 가운데 몇 곳들은 성지로 여행할 수 없는 순례자들의 편의를 위해서 다른 성지들이 재현되어 있다.

## 사진

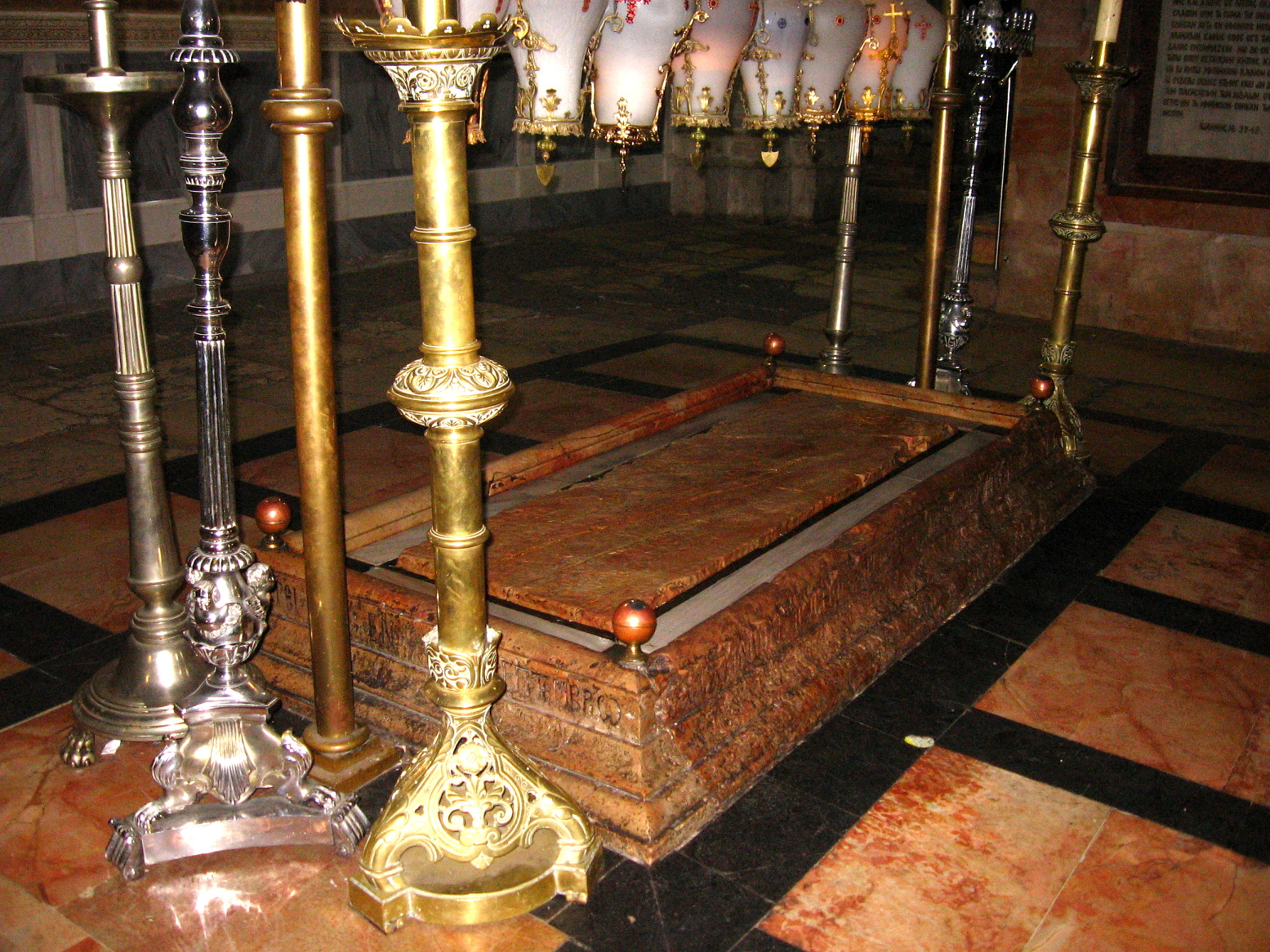
기름부음의 바위
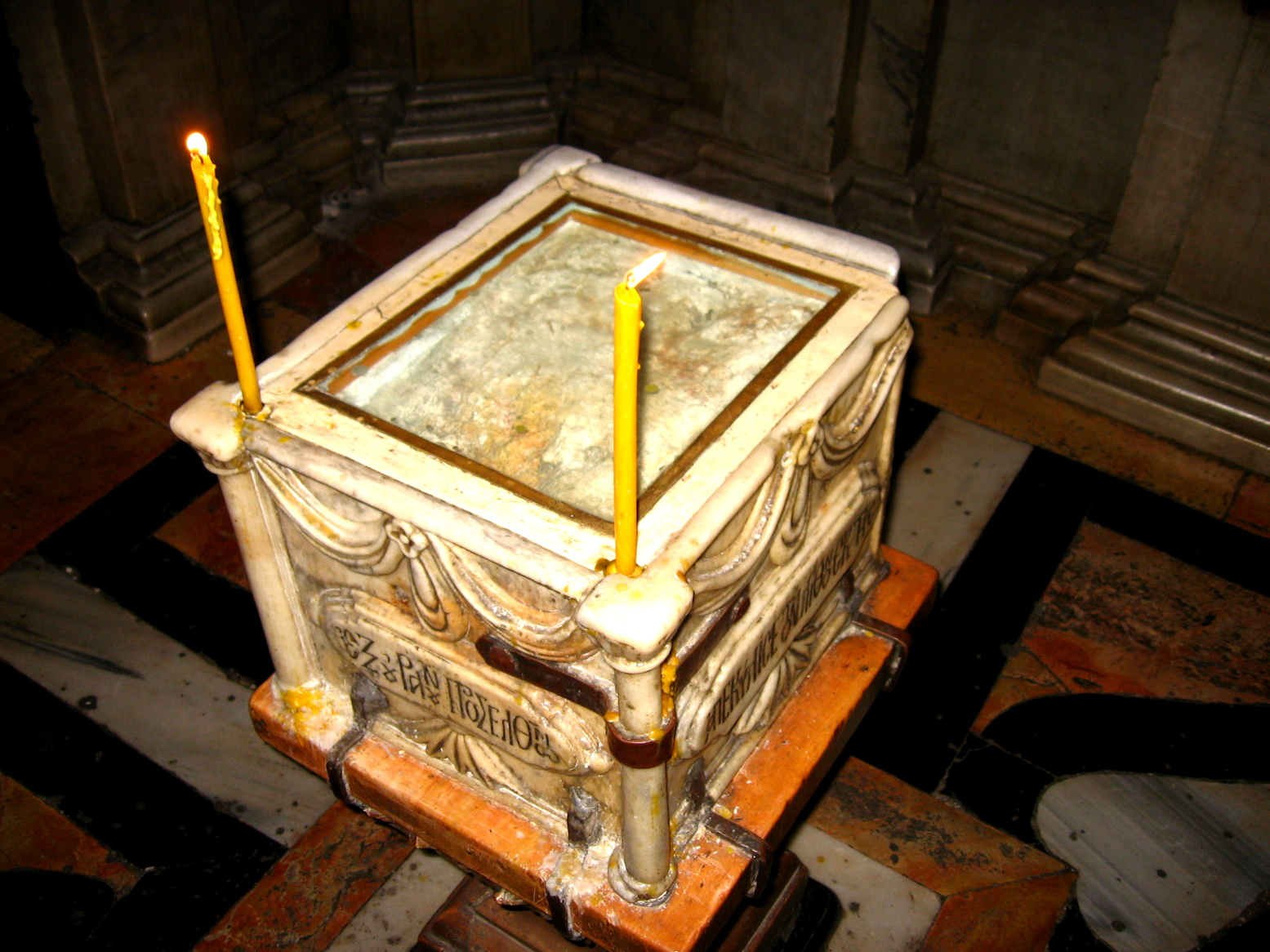
천사의 돌.
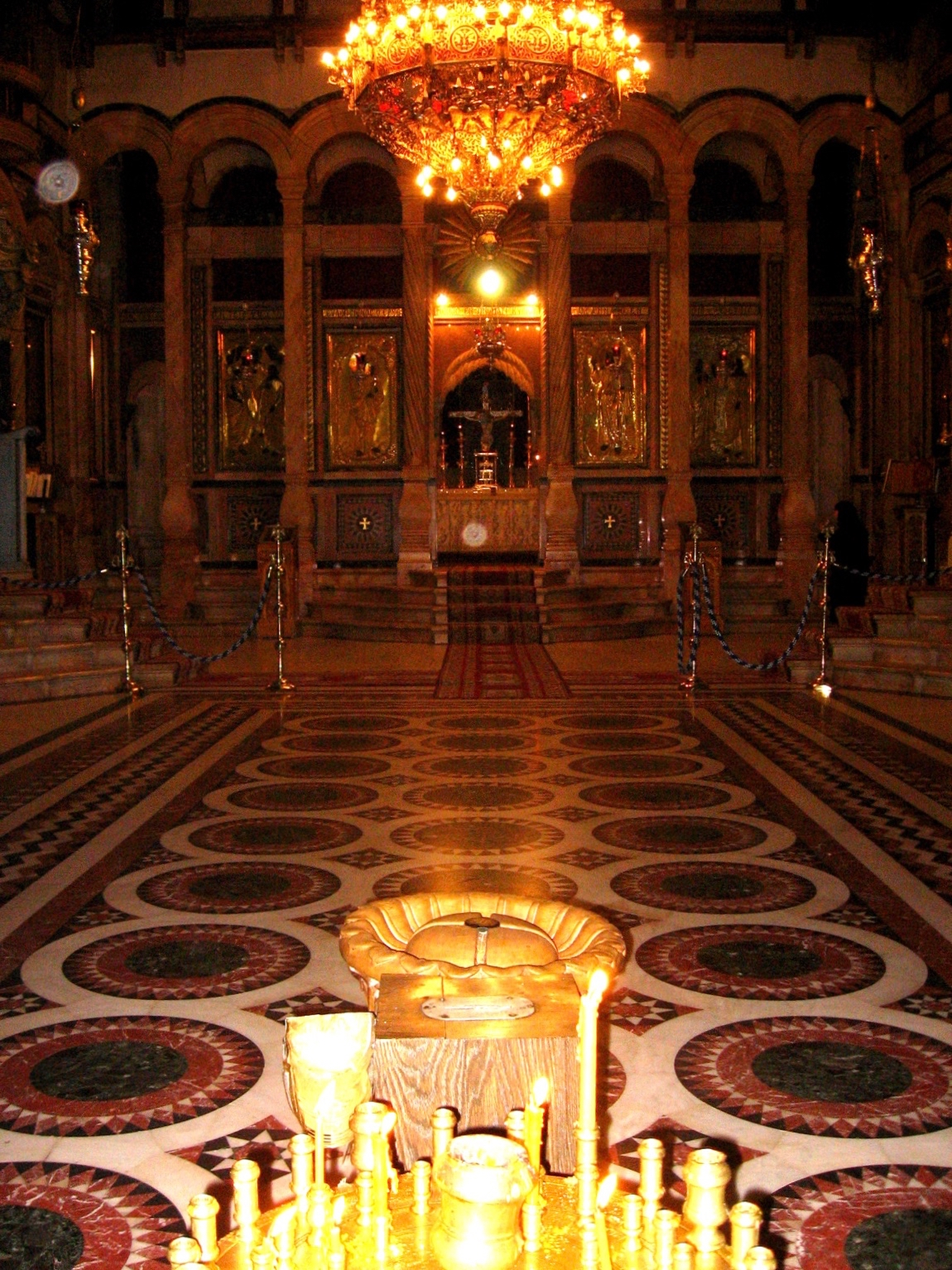
가톨리콘.
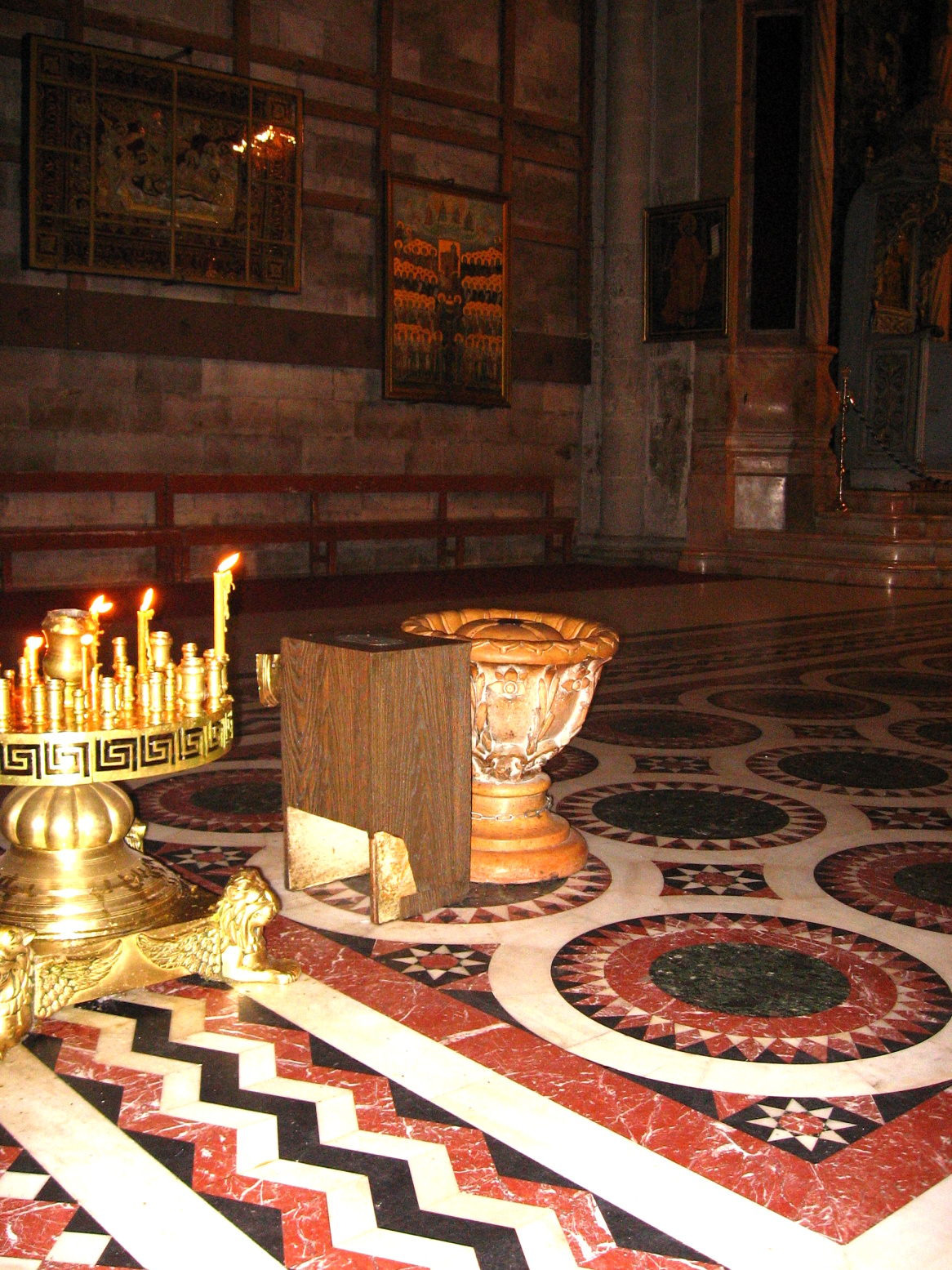
옴팔로스와 가톨리콘 북쪽 벽
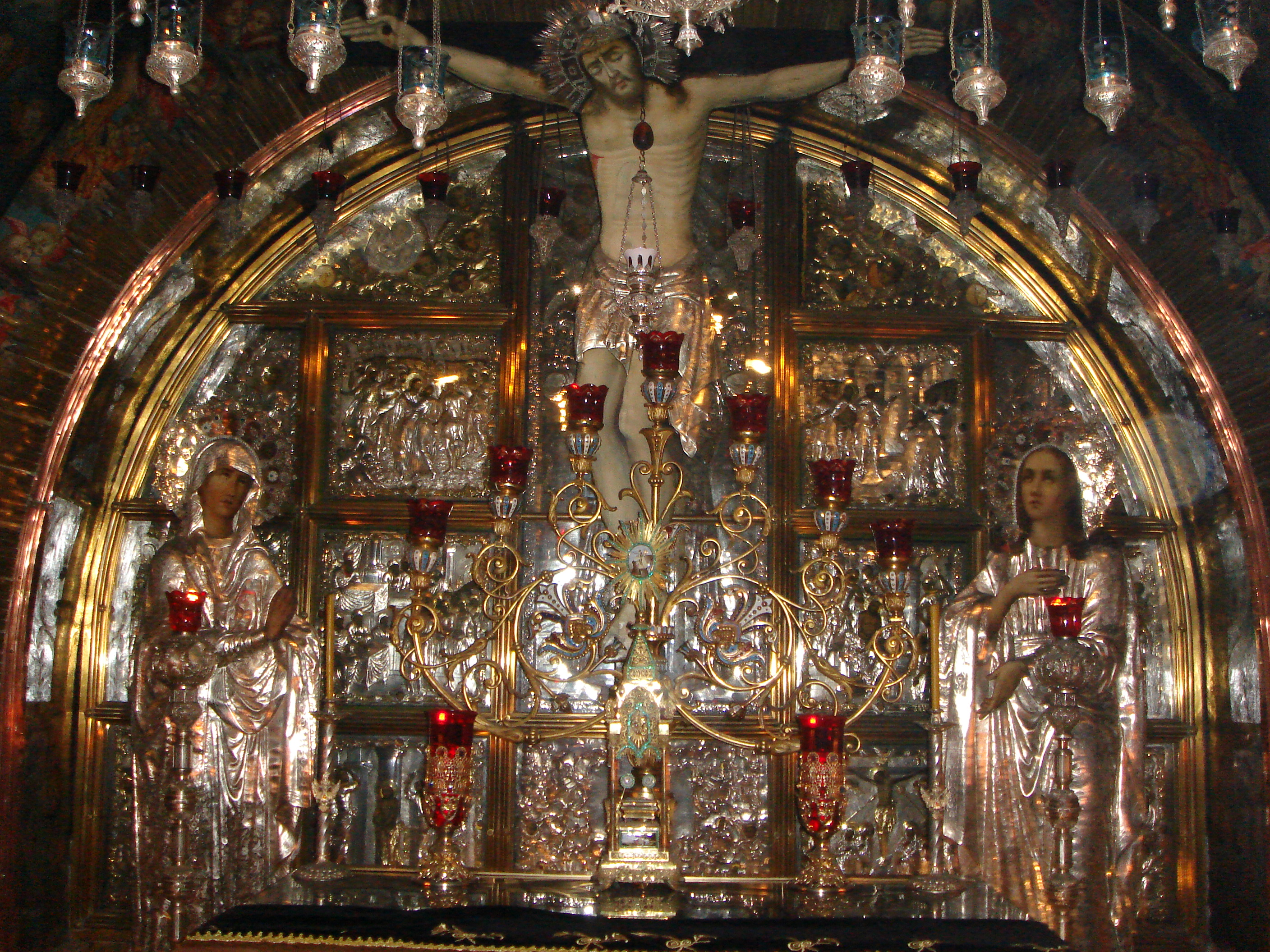
갈바리아에 있는 그리스 제대.
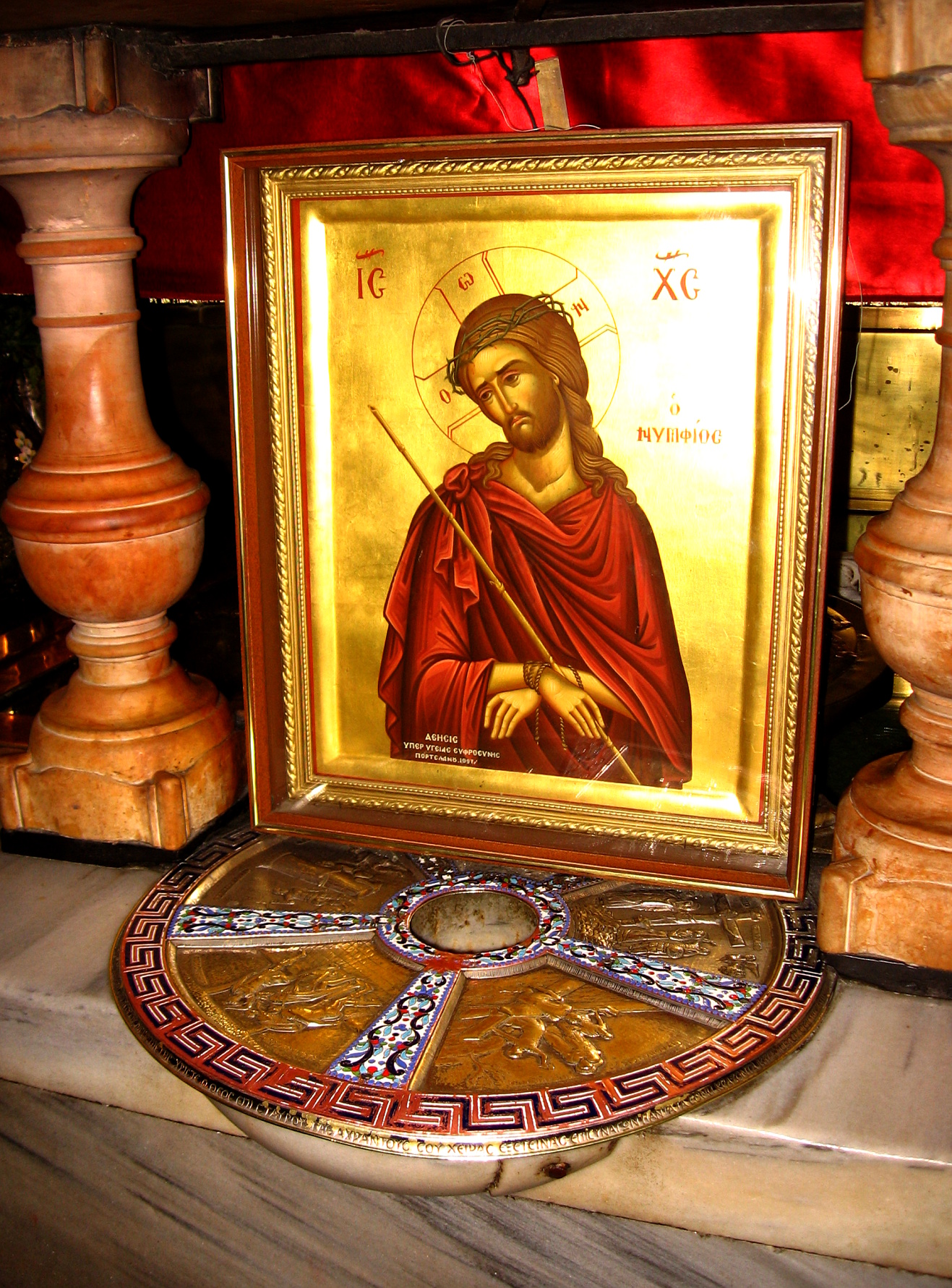
예수가 숨을 거둔 장소로 전해지며 현재는 동방 정교회의 갈바리아 제대 아래에 있다.
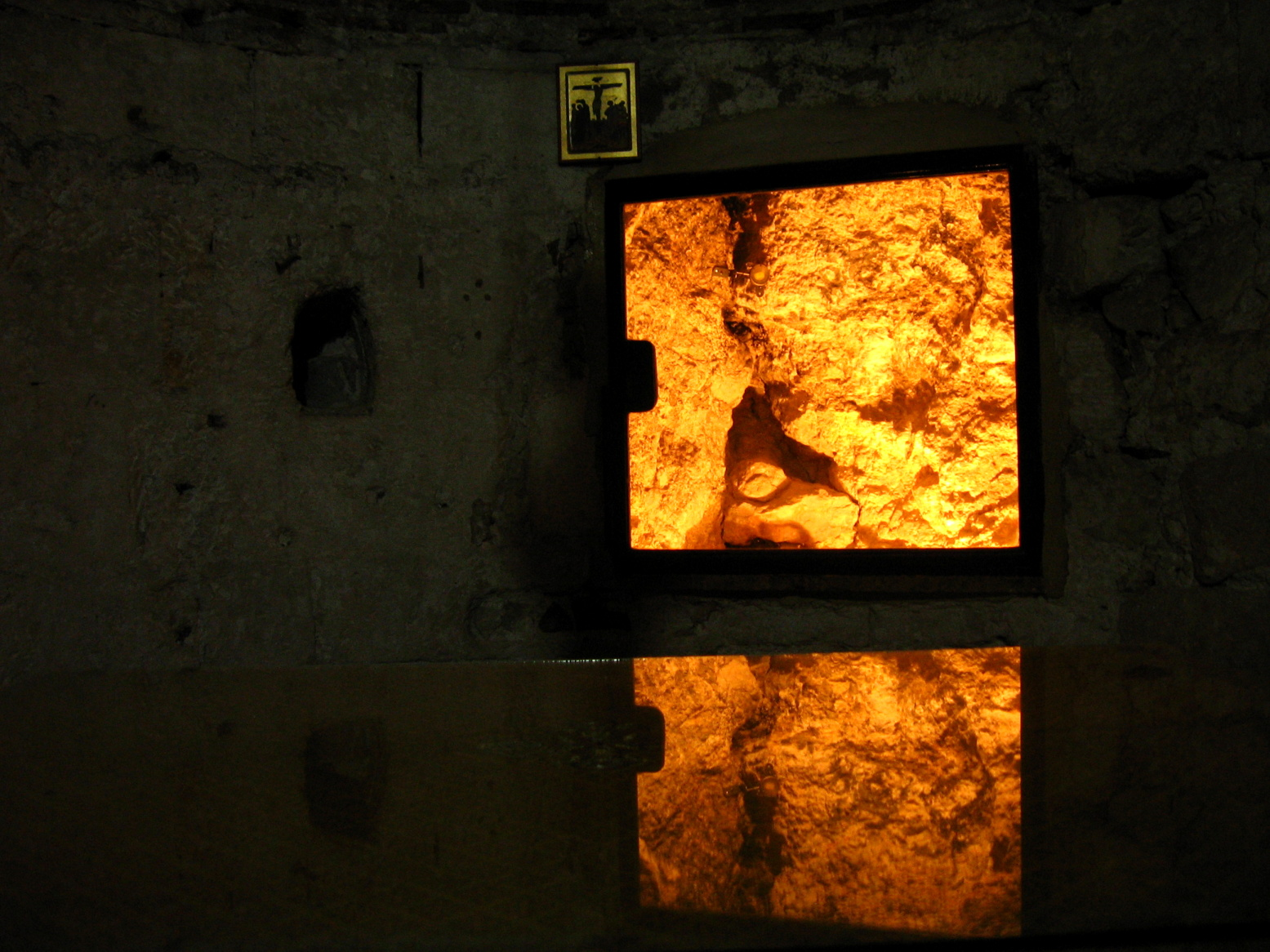
골고타의 부서진 바위, 아담의 성당에서 볼 수 있다.
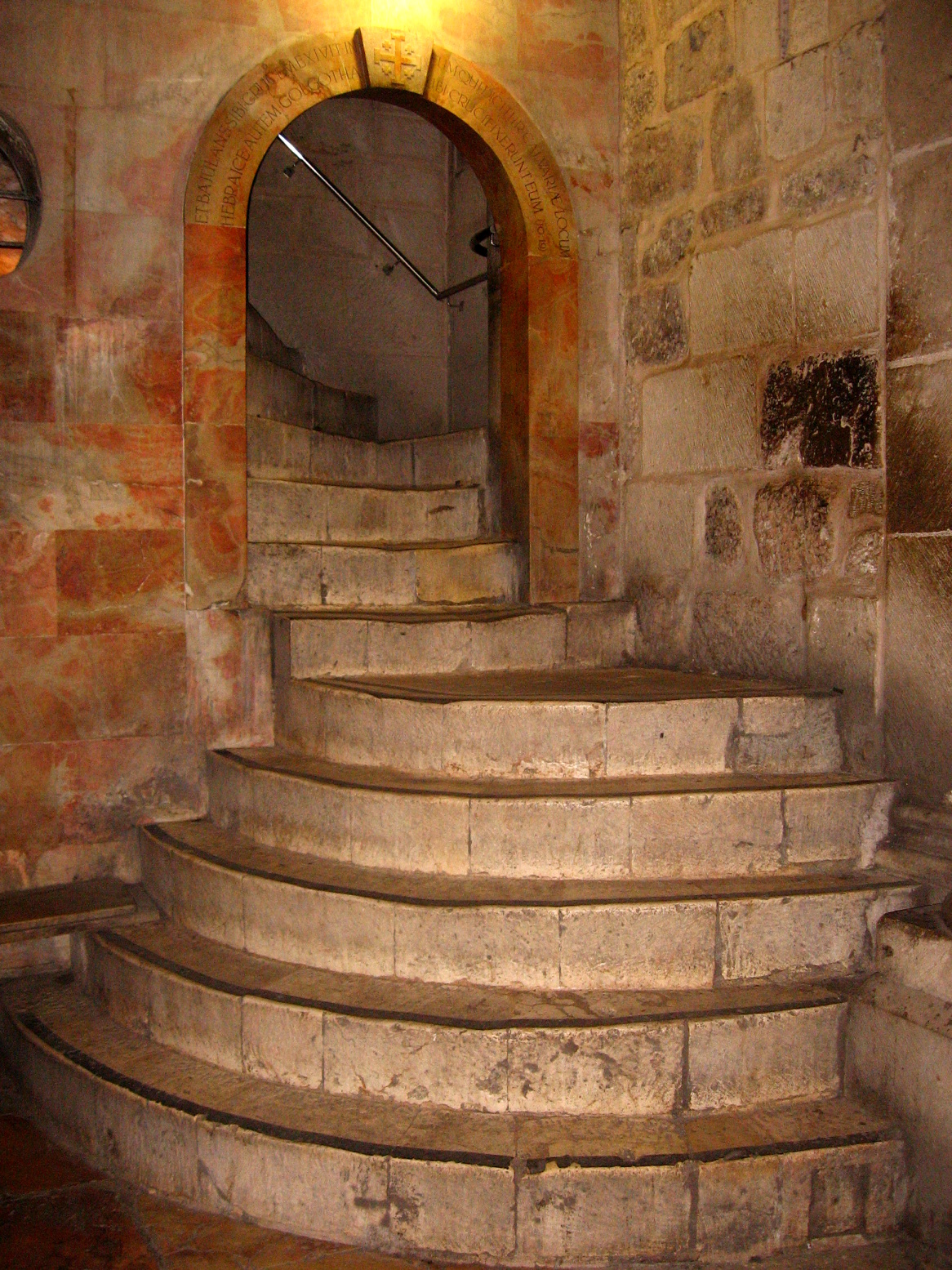
골고타로 향하는 계단.
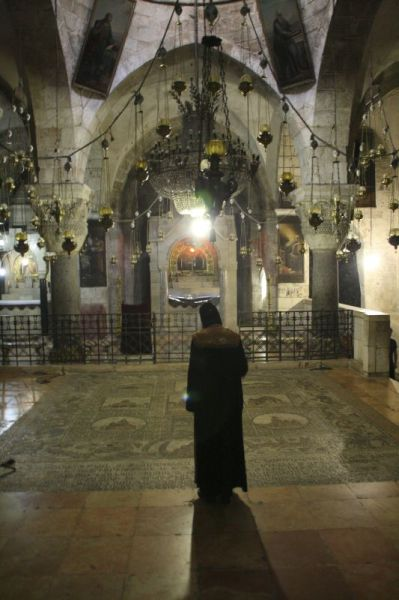
성녀 헬레나 성당
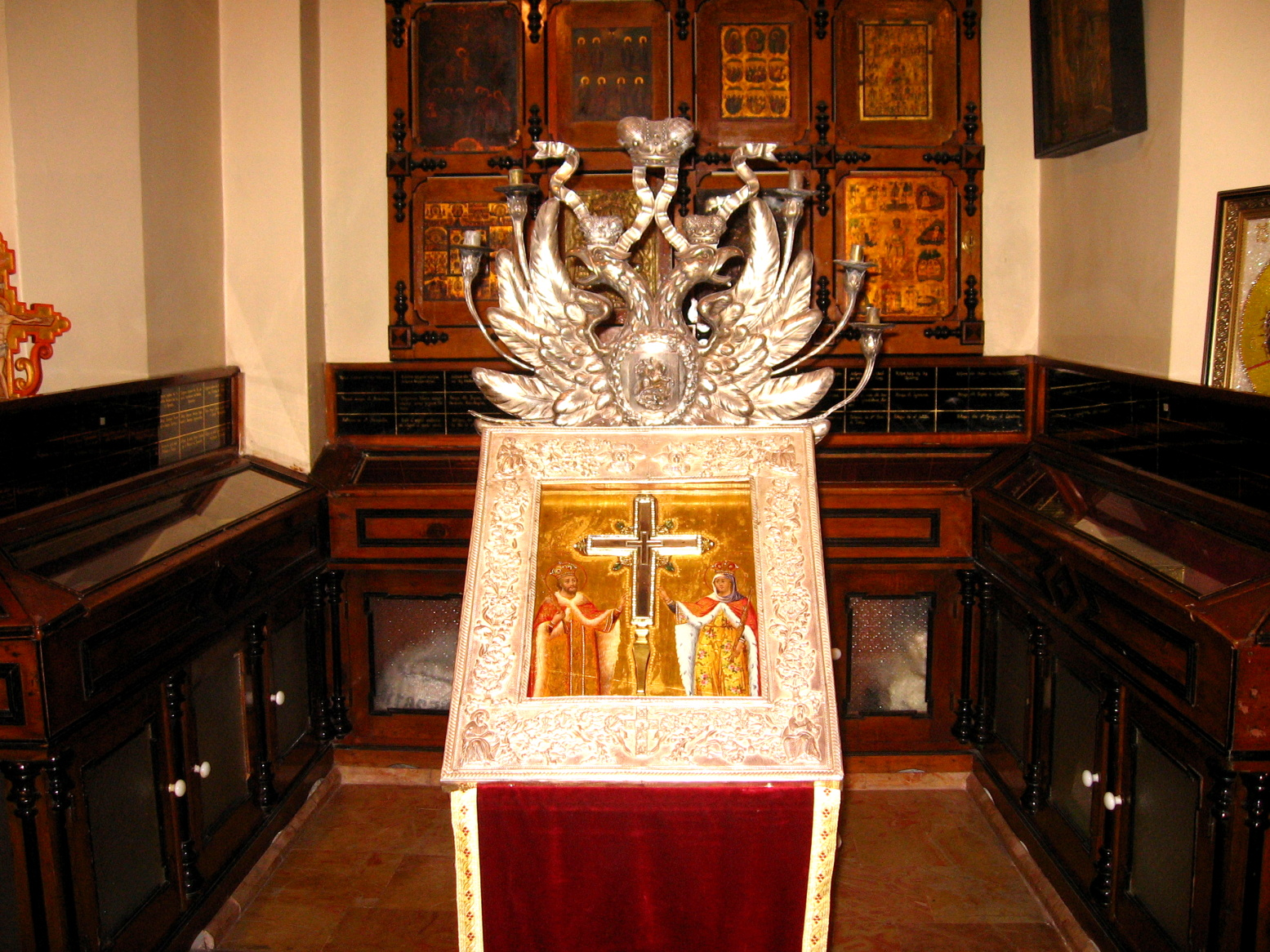
귀보실. 중앙 : 성십자가, 벽 근처 : 다른 유물들.

## 같이 보기
- 예수
- 성령의 불
- 성묘회
- 고드프루아 드 부용에 의해 시작된 성묘 기사단
- 예루살렘 총대주교청
- 동방 정교회의 역사
- 기독교 초기 예술과 건축
- 세계 최초의 교회
- 콘스탄티누스 1세와 기독교
- 십자군 예술
- 몬차 앰퓰리
- 런던에 있는 성전 교회
- 탈피오트 무덤
- 고대 이스라엘의 절석 무덤
- 예수 탄생 기념 성당
- 제3성전
- 역사적 예수
- 세계 종교 묘지의 창설자
- 팔레스타인의 기독교

## 참고 문헌
1. ↑   McMahon, Arthur .L. 〈Holy Sepulchre〉. 《Catholic_Encyclopedia》.
2. ↑  Church of the Holy Sepulchre, Jerusalem
3. ↑  NPNF2-01. Eusebius Pamphilius: Church History, Life of Constantine, Oration in Praise of Constantine | Christian Classics Ethereal Library
4. ↑  Eusebius, Life of Constantine, 3:26
5. ↑  Itinerarium Burdigalense, page 594
6. ↑  Eusebius, Life of Constantine, Chapter 28
7. ↑  NPNF2-01. Eusebius Pamphilius: Church History, Life of Constantine, Oration in Praise of Constantine | Christian Classics Ethereal Library
8. ↑  Jacob Burckhardt (1853), The Age of Constantine the Great, page 283
9. ↑  Burgess, R. W., and Witold Witakowski. 1999. Studies in Eusebian and Post-Eusebian chronography 1. The "Chronici canones" of Eusebius of Caesarea: structure, content and chronology, AD 282-325 -- 2. The "Continuatio Antiochiensis Eusebii": a chronicle of Antioch and the Roman Near East during the Reigns of Constantine and Constantius II, AD 325-350. Historia (Wiesbaden, Germany), Heft 135. Stuttgart: Franz Steiner. Page 69.
10. ↑  Eusebius, Preparation for the Gospel, 12:31
11. ↑  “Data for discussing the meaning of pseudos and Eusebius in PE XII, 31”. tertullian.org. 2010년 11월 4일에 확인함.
12. ↑  NPNF2-02. Socrates and Sozomenus Ecclesiastical Histories | Christian Classics Ethereal Library
13. 1 2 3 4  Virgilio Corbo, The Holy Sepulchre of Jerusalem (1981)
14. ↑  Americans spell this as Edicule
15. ↑  “Commemoration of the Founding of the Church of the Resurrection (Holy Sepulchre) at Jerusalem”. Orthodox Church in America. 2013년 1월 25일에 원본 문서에서 보존된 문서. 2012년 3월 2일에 확인함.
16. 1 2  Jerome Murphy-O'Connor, The Holy Land, (2008), page 56
17. ↑  http://www.bibleinterp.com/articles/sepulchre.shtm%5B깨진+링크(과거+내용+찾기)%5D The Church of the Holy Sepulchre:A Work in Progress
18. ↑  Hesemann, Michael (1999). 《Die Jesus-Tafel》. Freiburg. 170쪽. ISBN 3-451-27092-7. (독일어)
19. ↑  Jerome Murphy-O'Connor, The Holy Land, (1998), page 59
20. ↑  the height difference can be easily seen - the yellowish wall on the left is the 4th century wall, the pinkish wall on the right is the 2nd century wall
21. ↑  Israel threatens to cut off water supply to Church of the Holy Sepulchre, AsiaNews.it
22. ↑   (archived from the original 보관됨 2009-03-18 - 웨이백 머신 on
23. ↑  “Christian History Corner: Divvying up the Most Sacred Place | Christianity Today | A Magazine of Evangelical Conviction”. 2021년 10월 21일에 원본 문서에서 보존된 문서. 2010년 11월 4일에 확인함.
24. ↑  Fisher-Ilan, Allyn (2004년 9월 28일). “Punch-up at tomb of Jesus”. 《The Guardian》 (London). 2010년 11월 4일에 확인함.
25. ↑  Armenian, Greek worshippers come to blows at Jesus' tomb - Haaretz - Israel News
26. ↑  “Riot police called as monks clash in the Church of the Holy Sepulchre”. London: Times Online. 2008년 11월 10일. 2011년 7월 16일에 원본 문서에서 보존된 문서. 2010년 11월 4일에 확인함.
27. ↑  “Once again, monks come to blows at Church of Holy Sepulcher”. The Associated Press. 2008년 10월 11일. 2008년 11월 11일에 원본 문서에서 보존된 문서. 2010년 11월 4일에 확인함.
28. ↑  http://coastdaylight.com/ladder.html
29. ↑  An unusual and rare locations of the ladder was documented by an Israeli tour guide on February 2009. See  보관됨 2010-06-17 - 웨이백 머신
30. 1 2  Dan Bahat, Does the Holy Sepulchre Church Mark the Burial of Jesus?, in Biblical Archaeology Review May/June 1986
31. ↑  for example, “Hebrews 13:12”.
32. ↑  Colonel Claude R. Conder, The City of Jerusalem (1909), (republished 2004); for details about Conder himself, see Herbert Kitchener, 1st Earl Kitchener#Survey of Western Palestine
33. ↑  See Discoveries at Archaeological excavations at Meleke.
34. ↑  Dan Bahat in German television ZDF, April 11, 2007 보관됨 2011-05-10 - 웨이백 머신
35. ↑  Rachel Hachlili, (2005) Jewish Funerary Customs, Practices and Rites in the Second Temple Period
36. 1 2  Baba Batra 25a
37. ↑  Ephraim Stern, (editor), New Encyclopedia of Archaeological Excavations in the Holy Land, 1993
38. ↑  “보관된 사본”. 2018년 3월 9일에 원본 문서에서 보존된 문서. 2010년 11월 4일에 확인함.
39. ↑  International Standard Bible Encyclopedia, entry on Jerusalem
40. ↑  Gabriel Barkay, The Garden Tomb, published in Biblical Archaeology Review March/April 1986
41. ↑  Monastero di Santo Stefano: Basilica Santuario Santo Stefano: Storia 보관됨 2007-10-10 - 웨이백 머신, Bologna.

## 참조
- Lev, Yaacov (1991). 《State and Society in Fatimid Egypt》. Boston: Brill Academic Publishers. ISBN 9789004093447.
- Fergusson, James (1865). 《History of Architecture in All Countries》. J. Murray.
- Gold, Dore (2007). 《The Fight for Jerusalem》. Washington: Regnery Publishing, Inc. ISBN 159698029X.
- McMahon, Arthur .L. 〈Holy Sepulchre〉. 《Catholic_Encyclopedia》.
- Coüasnon, Charles (1974). 《The Church of the Holy Sepulchre in Jerusalem》. London: Oxford University Press for the British Academy. ISBN 0197259383.
- Bokenkotter, Thomas (2004). 《A Concise History of the Catholic Church》. Doubleday. 155쪽. ISBN 0385505841.
- Foakes-Jackson, Frederick John (1921). 《An Introduction to the History of Christianity》. Macmillan Company.
- Bahat, Dan (1986). “Does the Holy Sepulchre church mark the burial of Jesus?”. 《Biblical Archaeology Review》 12 (3): 26~45.

### 일반 웹사이트
- OrthodoxWiki (논설)
- 성스러운 목적지 (논설, 토론, 사진 갤러리)
- 예루살렘에 있는 주님 무덤 성당 탑의 재건축 (논설)
- 예루살렘 주님 무덤 성당 (논설, 사진 & 영상)

### 관리 단체
- Franciscan Custody of the Holy Land (로마 가톨릭교회)
- Brotherhood of the Holy Sepulchre (그리스 정교회)
- Joudeh family (무슬림)
- Nuseibeh family (무슬림)
- 요한 바오로 2세의 성묘 교회에서의 설교

### 기본 자료와 학술 논문
- 에게리아의 해설, 380년대
- 부활 교회[깨진 링크(과거 내용 찾기)] (EHR 7:417‑436, 669‑684)

### 사진 갤러리
- 성묘교회의 사진 갤러리 - allaboutJerusalem.com 보관됨 2011-12-25 - 웨이백 머신
- 성묘 성당의 내부 사진들
- Jerusalem Shots
- 2007년 성묘 교회 사진 갤러리
- Full HD 가상 순례, 2007년 보관됨 2007-12-27 - 웨이백 머신
- 성묘 교회 VR 파노라마 사진 보관됨 2010-10-09 - 웨이백 머신
- 파노라마식 가상 순례 사진 360선

### 그 외
- The Wall Street Journal on factional disputes over the Church
- Miracle of the Holy Fire
- Commemoration of the Founding of the Church of the Resurrection (Holy Sepulchre) at Jerusalem Orthodox icon and synaxarion for September 13
- "Divvying up the Most Sacred Place 보관됨 2021-10-21 - 웨이백 머신 by Chris Armstrong, Christianity Today, Week of July 29, 2002, retrieved February 28, 2006.